# Michel de Montaigne
« Montaigne » redirige ici. Pour les autres significations, voir Montaigne (homonymie).
Michel Eyquem, seigneur de Montaigne (originellement prononcé : [mɔ̃taɲ] et couramment prononcé : [mɔ̃tɛɲ]), plus connu sous la simple dénomination de Montaigne, né le 28 février 1533 au château de Saint-Michel-de-Montaigne (province de Guyenne) et mort le 13 septembre 1592 dans la même ville, est un philosophe, humaniste, écrivain érudit et moraliste français de la Renaissance.
Éduqué enfant puis adolescent par son père Pierre Eyquem de Montaigne dans la ferveur humaniste et polyglotte , le jeune Michel Eyquem se mue en étudiant batailleur et aventureux menant une vie itinérante parfois dissolue. Devenu pleinement adulte, homme à la santé allègre, de caractère bouillonnant, mais toujours avide lecteur, il entame en 1554 à la cour des aides de Périgueux un parcours professionnel au sein de la magistrature de la province de Guyenne qui le mène en 1556 au parlement de Bordeaux où il va détenir une charge de conseiller pendant treize ans. Il y noue une progressive et solide amitié avec un collègue, Étienne de La Boétie, dont la mort en août 1563 le bouleverse, tout en lui donnant l’occasion de concrétiser ses conceptions philosophiques stoïques. Muté à la chambre des enquêtes, il y devient un diplomate de premier plan dans ces temps de guerres de religion, catholique sincère et ambigu,, mais opposé aux ligueurs et fidèle au roi de France. Après sa retraite en octobre 1571, il devient gentilhomme de la chambre du roi, avec le titre de chevalier de l'ordre de Saint-Michel.
À la mort de son père en juin 1568, Michel hérite de la terre et du titre de « seigneur de Montaigne » ; désormais riche, il peut quitter sa charge de magistrat diplomate. En juillet 1570 Montaigne se consacre à l'écriture et à l'édition. Cet art de l'otium ne l'empêche pas de prendre une part active à la vie politique en Aquitaine : il est à deux reprises maire de Bordeaux de 1581 à 1585, puis, au début de la huitième guerre de Religion, est un des négociateurs clés entre le maréchal de Matignon, gouverneur de Guyenne, et Henri de Bourbon, roi de Navarre, héritier présomptif du roi de France Henri III et chef du parti protestant ; comme nombre de catholiques modérés, il continue de soutenir le roi de Navarre devenu roi de France en 1589 (Henri IV).
Probablement dès la fin mars 1578, il constate qu'il est victime de petits calculs urinaires, et en dix-huit mois, la gravelle, maladie responsable de la mort de son père, s'aggrave et s'installe durablement. Désormais, le plus souvent souffrant ou malade, il cherche à hâter ses écrits et à combler ses curiosités : il essaie ainsi de guérir en voyageant vers des lieux de cure, puis voyage vers les contrées qui l'ont fasciné durant sa jeunesse.
Les Essais entrepris en 1572 et constamment continués et remaniés jusqu'aux derniers mois avant sa mort sont une œuvre singulière tolérée par les autorités (puis mise à l'Index par le Saint-Office en 1676). Ils ont nourri la réflexion des plus grands auteurs en France et en Europe, de Shakespeare à Pascal et Descartes, de Nietzsche et Proust à Heidegger.
Le projet de se peindre soi-même pour instruire le lecteur semble original, si l'on ignore les Confessions de saint Augustin : « Je n’ai d’autre objet que de me peindre moi-même. » (cf. introspection) ; « Ce ne sont pas mes actes que je décris, c’est moi, c’est mon essence. » Saint Augustin dans ses Confessions retraçait l'itinéraire d'une âme passée des erreurs de la jeunesse à la dévotion au Dieu de Jésus-Christ dont il aurait eu la révélation lors d'un séjour à Milan. Jean-Jacques Rousseau cherchera à se justifier devant ses contemporains. Stendhal cultive l'égotisme. À la différence de ces trois là, Montaigne développe l'ambition de « se faire connaître à ses amis et parents » : celle d'explorer le psychisme humain, de décrire la forme de la condition humaine.
S'il proclame que son livre « ne sert à rien » (« Au lecteur »), parce qu'il se distingue des traités de morale autorisés par la Sorbonne, Montaigne souligne tout de même que quiconque le lira pourra tirer profit de son expérience.
Appréciée par les contemporains, la sagesse des Essais s'étend hors des barrières du dogmatisme, et peut en effet profiter à tous, car « chaque homme porte la forme entière de l’humaine condition. »
Le bonheur du sage consiste à aimer la vie et à la goûter pleinement : « C'est une perfection absolue et pour ainsi dire divine que de savoir jouir loyalement de son être. »

## Origines familiales

### Famille paternelle: les Eyquem

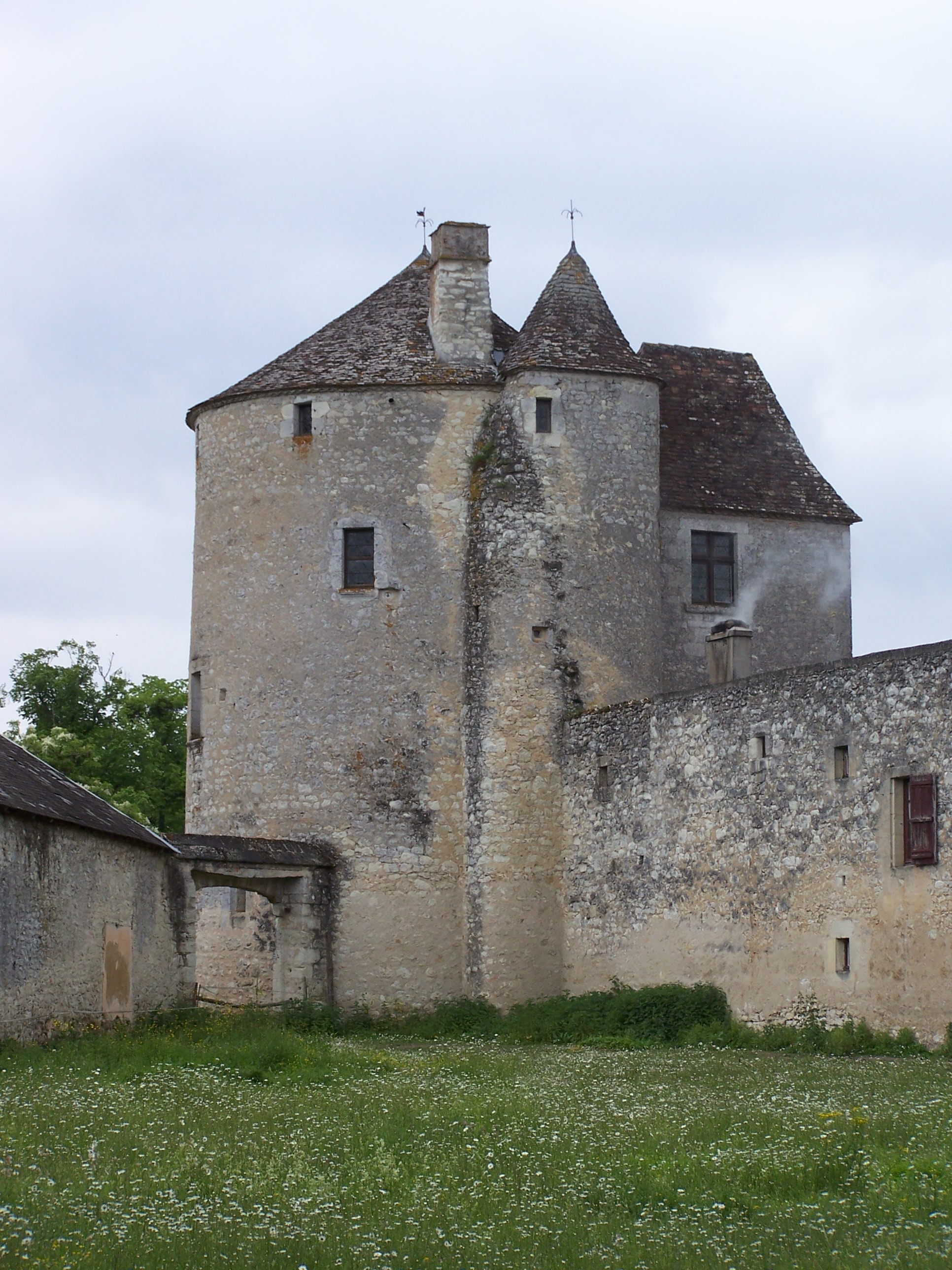
Le château de Montaigne a été presque complètement détruit par un incendie en 1885, puis reconstruit.

En ligne paternelle, Michel de Montaigne (le nom de Montaigne était prononcé « Montagne », car autrefois, on mettait un i devant le gn pour indiquer la prononciation [ ɲ]) est issu d'une famille anoblie de négociants bordelais enrichis par le commerce de la morue, les Eyquem. 

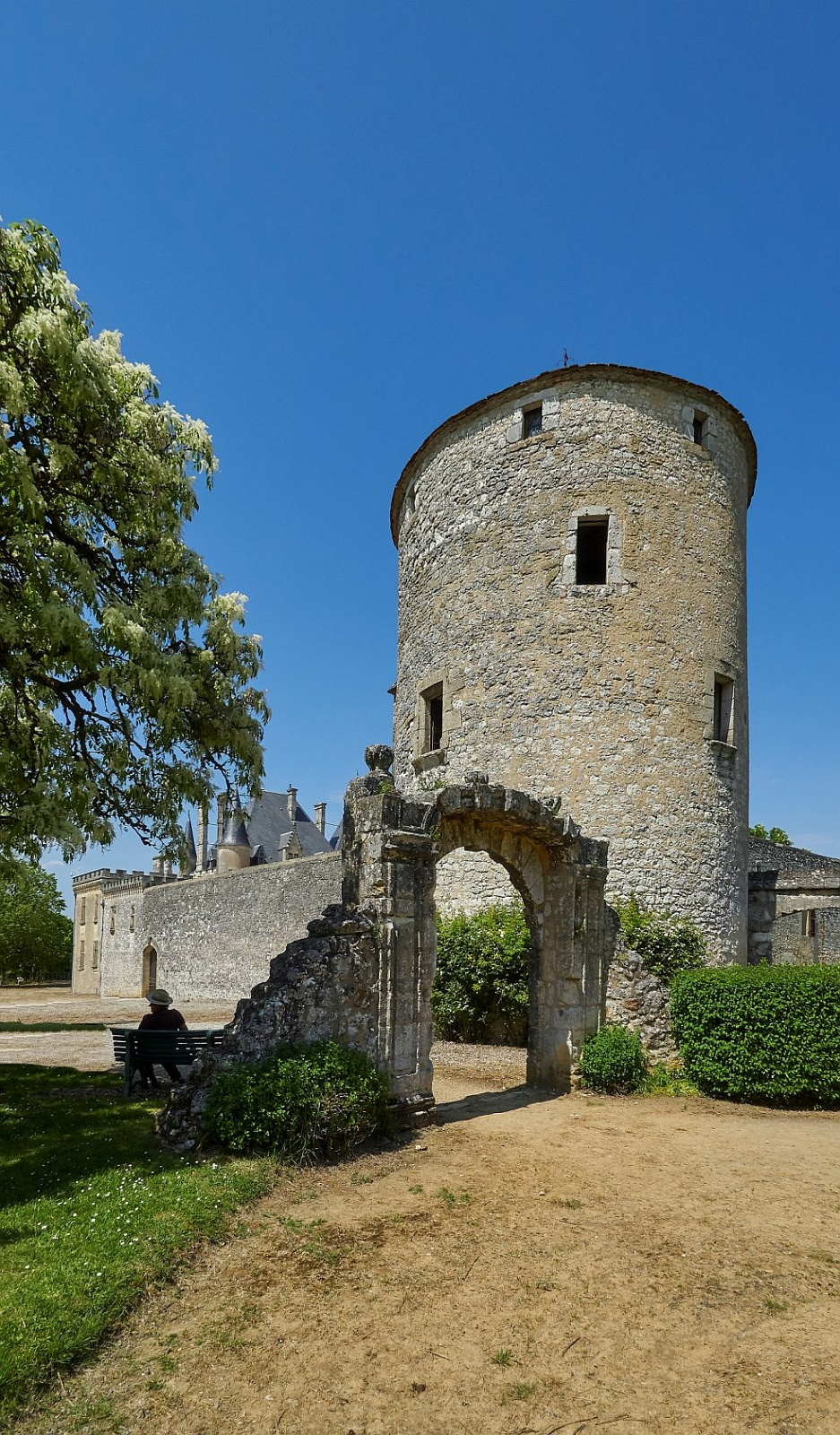
La tour du château de Montaigne où se trouvait la bibliothèque de Montaigne a échappé au feu et est demeurée inchangée depuis le XVIe siècle.

Un Peyre Eyquem est mentionné en 1358 comme marchand et bourgeois de Bordeaux.
En 1477, l'arrière-grand-père de Montaigne, Ramon Eyquem (1402-1478), acquiert la seigneurie périgourdine de Montaigne, composée de terres nobles avec une maison forte, arrière-fief relevant pour la justice et pour l'hommage féodal de la baronnie de Montravel, vassale depuis 1300 de l'archevêque de Bordeaux. Cette acquisition est la première étape dans l’accession à la noblesse. Afin de développer son influence et ses ressources, Ramon Eyquem devient fermier des revenus de l'archevêché de Bordeaux. 
Le grand-père de Montaigne, Grimon Eyquem (1450-1519), fils de Ramon et d'Isabeau de Ferraygues (1428-1508), reste cependant marchand et continue à faire prospérer sa maison de commerce de Bordeaux. 
Sophie Jama suppose une origine marrane aux Eyquem.

### Pierre Eyquem, premier noble de la famille
Son père, Pierre Eyquem (1495-1568), premier de la famille à naître au château de Montaigne, abandonne le commerce pour entrer dans la carrière des armes, participant aux campagnes d'Italie sous le règne de François Ier, roi de 1515 à 1547.
Le 30 septembre 1519, « noble homme, Pierre Eyquem, seigneur de Montaigne, écuyer », fait hommage à Jean de Foix, archevêque de Bordeaux, suzerain de la baronnie de Montravel. 
Son statut de roturier disparait définitivement.

### Famille maternelle: les Louppes (Lopez)
En 1529, Pierre Eyquem épouse Antoinette de Louppes de Villeneuve (ou : de Lopez de Villanueva), issue d'une famille d'origine aragonaise (Espagne) de marchands toulousains et bordelais enrichis par le commerce du pastel. Elle est la fille d'Honorette du Puy, originaire d'Auch, et de Pierre de Lopez, fils d'Antoine Lopez, bourgeois de Saragosse.
Selon certains auteurs, Antoine Lopez descendrait de juifs convertis, notamment de Micer Pablo Lopez de Villanueva, juif brûlé vif par l'Inquisition espagnole en 1491. 
Les Louppes de Villeneuve sont bien intégrés dans le cadre de la société française chrétienne ; ils jouissent d'une fortune identique à celle des Eyquem, mais sont en retard sur eux d'une génération dans l'accession à la noblesse. Ils abandonneront par la suite le nom de Louppes pour celui de Villeneuve, comme Montaigne celui d'Eyquem.

### Famille de Montaigne
Les deux premiers enfants du couple meurent en bas âge. Michel, arrivé au monde « entre onze heures et midi, le dernier jour de février de l’an mil cinq cent trente-trois » est le premier à survivre, aîné d'une fratrie de huit.
Pierre de Montaigne profite de son mariage pour agrandir son domaine avec l'aide de son épouse, forte personnalité et très bonne intendante, par des achats ou des échanges de terres (250 actes notariés en trente ans). Reconnu et considéré par ses concitoyens bordelais, Pierre parcourt tous les degrés de la carrière municipale avant d'accéder en 1554 à la fonction de maire de Bordeaux.
Dans les Essais, Montaigne montre de l'admiration et de la reconnaissance pour son père, tandis qu'il ne dit presque rien de sa mère. Il aurait eu des rapports tendus avec elle[réf. nécessaire]. D'ailleurs, dans son testament, Pierre de Montaigne définit dans les moindres détails les conditions de la future cohabitation entre la mère et le fils. Dans son propre testament (1597), Antoinette se montre fière d'avoir par son travail avec son mari « grandement évalué, bonifié et augmenté » la maison de Montaigne, alors que Michel s'est contenté de jouir paisiblement de son héritage.
Les frères et sœurs de Michel de Montaigne qui ne sont pas morts en bas âge :
- Thomas Eyquem de Montaigne, seigneur de Beauregard, d'Arsac, du Castéra, de Lilhan et de Loirac, né le 17 mai 1534, mort en 1597
- Jeanne Eyquem de Montaigne, née en 1536, épouse Richard de Lestonnac, et aura pour fille sainte Jeanne de Lestonnac (1556-1640).
- Éléonor Eyquem de Montaigne, née en 1552, morte à une date inconnue, mariée avec Thibault de Carmain,
- Marie Eyquem de Montaigne, née en 1554, morte en 1583, mariée en 1579 avec Bertrand de Cazalis,
- Bertrand Charles Eyquem de Montaigne, né le 20 août 1560, mort après 1620, marié le 10 septembre 1591 avec Charlotte d'Eymar.

## Biographie

### Éducation

Armoiries de Montaigne.
« Je porte d'azur semé de trèfles d'or, à une patte de lion de même, armée de gueules […] Quel privilège a cette figure pour demeurer particulièrement dans ma maison ? » (Essais,, 46.).

#### Éducation familiale
« Le bon père que Dieu me donna m’envoya dès le berceau, pour que j’y fusse élevé, dans un pauvre village de ceux qui dépendaient de lui et m’y maintint aussi longtemps que j’y fus en nourrice et encore au-delà, m’habituant à la plus humble et à la plus ordinaire façon de vivre.» écrit Montaigne qui ajoute : 
« La pensée de mon père visait aussi à une autre fin : m’accorder avec le peuple et cette classe d’hommes qui a besoin de notre aide, et il estimait que je devais être obligé à regarder plutôt vers celui qui me tend les bras que vers celui qui me tourne le dos […] Son dessein n’a pas mal réussi du tout : je me dévoue volontiers envers les petits. »
Père cultivé et tendre, Pierre Eyquem donne à son fils de retour au château une éducation selon les principes humanistes, en particulier inspirée du De pueris instituendis d’Érasme, se proposant à l’époque de lui donner le goût de l’étude « par une volonté non forcée et de son propre désir ». L’enfant est élevé sans contrainte. La sollicitude paternelle va jusqu’à le faire éveiller « par un joueur d’épinette » pour ménager ses sens fragiles. Vers deux ans, il quitte sa nourrice puis a pour précepteur domestique un médecin allemand nommé Horstanus, qui doit lui enseigner les humanités et entretenir l’enfant en latin seulement (seconde langue de toute l’élite européenne cultivée, comme une langue maternelle), règle à laquelle se plie également le reste de la maisonnée : 
« C’était une règle inviolable que ni mon père ni ma mère ni valet ni chambrière n’employassent, quand ils parlaient en ma compagnie, autre chose que des mots latins, autant que chacun en avait appris pour baragouiner avec moi. » 
La méthode réussit parfaitement : 
« Sans livre, sans grammaire, sans fouet et sans larmes, j’avais appris du latin — un latin aussi pur que mon maître d’école le connaissait. » 
Mais ajoute Montaigne, « j’avais plus de six ans que je ne comprenais pas encore plus de français ou de périgourdin que d’arabe ». De plus, le maître latin, nostalgique, lui confie bien plus que des rudiments dans ses langues natales tudesques, dialecte et langue noble confondues.

#### Formation humaniste (1540-1546)
De 7 à 13 ans, Montaigne est envoyé suivre le « cours » de grammaire et de rhétorique au collège de Guyenne à Bordeaux, haut lieu de l'humanisme bordelais, dirigé par un Portugais, André de Gouveia, entouré d’une équipe renommée : Cordier, Vinet, Buchanan, Visagier. 

Rétif à la dure discipline de l’époque, il gardera le souvenir des souffrances et des déplaisirs subis : 
« Le collège est une vraie geôle pour une jeunesse captive. On la rend déréglée en la punissant de l’être avant qu’elle le soit. La belle manière d’éveiller l’intérêt pour la leçon chez des âmes tendres et craintives que de les y guider avec une trogne effrayante, les mains armées de fouet ! »
Il y fait cependant de solides études et y acquiert le goût des livres. Il lit Ovide, Virgile, Térence et Plaute, et est initié au théâtre, Gouvea encourageant la représentation de tragédies en latin, à la poésie latine, et aux joutes rhétoriques, véritable gymnastique de l’intelligence selon Érasme.

#### Formation juridique
On ne sait presque rien de sa vie de 14 à 22 ans. On retrouve le jeune Montaigne vers 1556 conseiller à la cour des aides de Périgueux, reprenant la charge de son père devenu maire de Bordeaux pour deux ans (1554 à 1556). 
Ses biographes supposent donc qu’au collège de Guyenne, il a suivi des cours de philosophie de la Faculté des Arts où enseignait l'humaniste Marc Antoine Muret, puis a fait des études de droit à Toulouse ou à Paris, ou probablement dans ces deux villes, mais rien ne permet à ce jour de trancher de façon décisive.
Le choix d'une carrière juridique peut surprendre en ce qui concerne l'aîné d'une famille noble, traditionnellement dirigé vers la carrière des armes, vers la diplomatie ou vers les offices royaux[pas clair]. Mais, à l’inverse de son père, Montaigne était peu doué pour les exercices physiques à l’exception de l'équitation, art dans lequel il se révèle un cavalier accompli. Son tempérament nonchalant a peut-être déterminé Pierre Eyquem à orienter son fils vers la magistrature[réf. nécessaire].

#### La «religion» de Montaigne

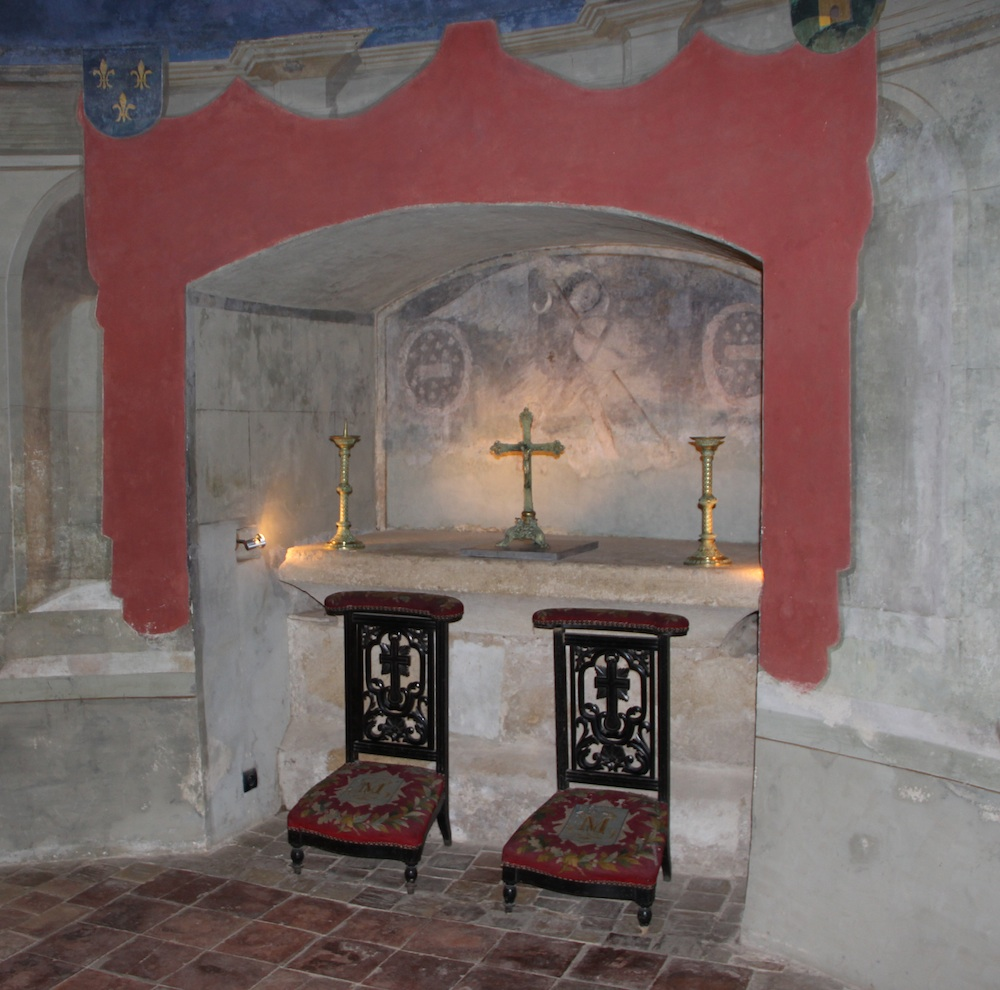
Oratoire de Montaigne dans sa tour.

Montaigne a été élevé dans la religion catholique et en respectera toutes les pratiques jusqu’à sa mort. Ses contemporains n’ont pas douté de la sincérité de son comportement. Ses convictions intimes sont-elles en harmonie avec cette dévotion extérieure ou se contente-t-il, plus probablement, d’accepter la religion en usage dans son pays ? :
« Nous sommes chrétiens au même titre que nous sommes ou périgourdins ou allemands », « Ce n’est pas par la réflexion ou par notre intelligence que nous avons reçu notre religion, c’est par voie d’autorité et par un ordre étranger ».
Les interprétations sont contradictoires : à la fin des Essais (III, xiii), Montaigne, par le biais prudent d'une citation d'Horace, recommande non son âme, mais la vieillesse, — non au Dieu chrétien mais à Apollon.
On a vu en lui un incrédule (Sainte-Beuve, André Gide, Marcel Conche), un catholique sincère (Villey), un esprit favorable à la Réforme (Nakam), un fidéiste (Tournon, Onfray), un nouveau-chrétien contraint de taire les origines juives de sa famille et proche des principes du judaïsme (Jama,).
Pour le chanoine lettré Maturin Dréano (La Pensée religieuse de Montaigne, 1936), la sincérité du catholicisme de Montaigne ne fait pas de doute, de même que son hostilité à la Réforme qu'il qualifie de « nouvelleté dangereuse ». Ainsi, le scepticisme professé dans L'Apologie de Raymond Sebond s'oppose précisément au rationalisme : pour Dréano, Montaigne « critique la raison pour sauver la foi ». Maturin Dréano ne manque pas en ce sens de mettre en avant la vie de Montaigne, considérant que se limiter à l'étude des textes peut conduire à des mésinterprétations regrettables. Par ses origines, Montaigne appartient à une lignée de fervents catholiques, tant du côté paternel que du côté maternel. Il épouse une femme pieuse. Un de ses frères et deux de ses sœurs sont passés à la Réforme, mais il soutient le retour de sa nièce Jeanne de Lestonnac au catholicisme. Elle fonde en 1607 un ordre dévoué à l'éducation catholique, la Compagnie de Marie-Notre-Dame et sera canonisée.
Par ailleurs, l'illustre ami de Montaigne, Étienne de La Boétie, est un catholique fervent et les entretiens qu'il a avec celui-ci à son lit de mort sont empreints du plus pur esprit chrétien. Au cours de son voyage à Rome, l'auteur des Essais trouve plaisir à entendre les sermons prononcés dans les diverses églises, il entre en relations avec le jésuite Maldonat, pour l'Ordre duquel il professe la plus haute estime et dont il proclame le rôle éminent dans l'Église catholique, avec un accent qui ne se comprendrait pas dans la bouche d'un catholique tiède ou hésitant.
Le philosophe Guillaume Cazeaux voit, quant à lui, en Montaigne un catholique coutumier, dont la croyance en la vérité du christianisme est douteuse, qui admet certes l'existence de Dieu, sans pour autant avoir à proprement parler la foi et qui finit par afficher une certaine tendance au naturalisme à la manière d'un Spinoza : « Comme si, au terme de l'entreprise monumentale des Essais, Dieu finissait par se fondre dans la nature ». Les Essais, reçus avec indulgence à Rome lors de son voyage de 1581 (le Saint-Office lui demandera seulement de retrancher ce qu'il jugerait « de mauvais goût » ; ils ne comportaient alors que les deux premiers livres), seront mis à l’Index en 1676 à la demande de Bossuet.

### Magistrat (1556-1570)

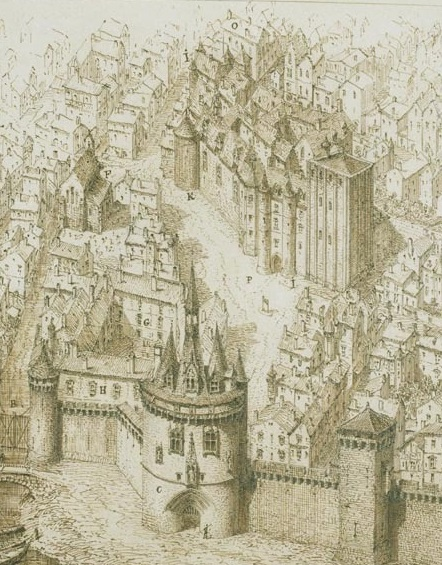
Le Palais de l'Ombrière au XVIe siècle, illustration de Léo Drouyn.

De l'âge de 22 ans à celui de 37 ans, Montaigne siège comme magistrat d’abord à la Cour des aides de Périgueux puis, après sa suppression en 1557, au Parlement de Bordeaux, où siègent déjà son oncle et deux cousins de sa mère, sans compter le grand-père et le père de sa future femme ainsi que son futur beau-frère.

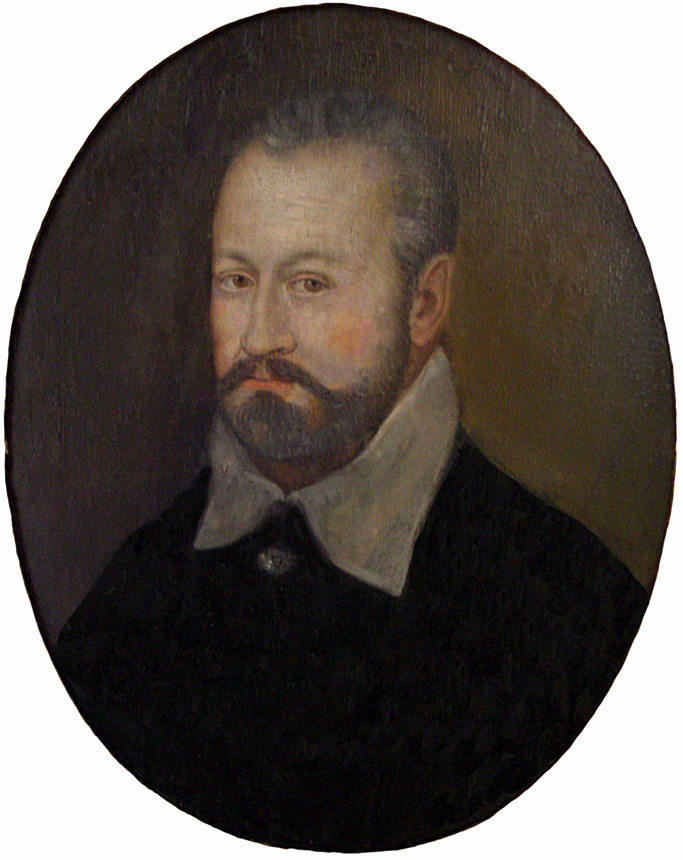
Portrait présumé de Michel de Montaigne, vers 1565.

Le Parlement de Bordeaux comporte une Grand’Chambre ou Chambre des plaidoiries et deux Chambres des enquêtes chargées d’examiner les dossiers trop complexes. Montaigne est affecté à l’une d’elles. Le Parlement ne se contente pas de rendre la justice. Il enregistre les édits et ordonnances du roi qui, sans cela, ne sont pas exécutoires. En périodes de troubles (la période des guerres de Religion s’ouvre en 1562 et va durer trente ans), il collabore avec le gouverneur de la ville nommé par le roi et le maire élu par la municipalité pour maintenir l’ordre public et peut lever des troupes. Ses membres se recrutent par cooptation, les charges se vendant ou se transmettant par résignation.
La charge d’un conseiller au Parlement comporte aussi des missions politiques. Celles à la cour sont les plus recherchées. On en recense une dizaine pour Montaigne à la cour de Henri II, François II et Charles IX. Séduit par le climat de la cour, Montaigne, trop indépendant pour devenir un courtisan, n'a pas cherché à y faire carrière et en a critiqué les défauts.
Rappelons quelques missions du diplomate du gouvernement de Guyenne. En 1559, Montaigne rejoint la cour du jeune François II à Paris, puis suit ce dernier jusqu'à Bar-le-Duc. En 1561, il est avec la cour au siège de Rouen. En juin 1562, il fait serment de fidélité à la religion catholique à la cathédrale de Paris.

#### La Boétie

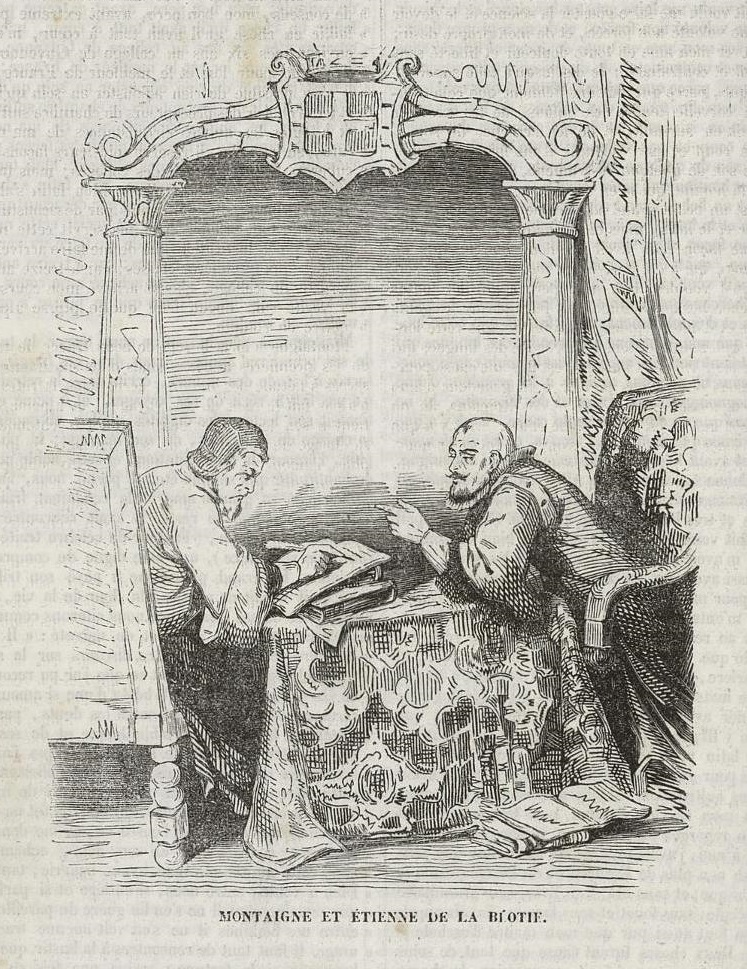
Vue d'artiste de Montaigne en compagnie d'Étienne de La Boétie. Gravure du XIXe siècle.

L’événement le plus marquant de cette période de sa vie est sa rencontre à 25 ans avec Étienne de La Boétie. Ce dernier siège au Parlement de Bordeaux. Il a 28 ans – il meurt à 32 ans. Orphelin de bonne heure, marié, chargé par ses collègues de missions de confiance (pacification de la Guyenne durant les troubles de 1561), il est plus mûr et plus connu que Montaigne. Juriste érudit avec une solide culture humaniste, il écrit des poésies latines et des traités politiques. Son ouvrage le plus connu est le Discours de la servitude volontaire, également nommé « Le Contr'un », que Montaigne voulait insérer dans les Essais ; mais Montaigne s'en est abstenu quand les Protestants prétendirent présenter l'ouvrage de La Boétie comme une opposition au pouvoir royal catholique.
L’amitié de Montaigne et de La Boétie est devenue légendaire. Montaigne a écrit dans la première édition des Essais : 

« Si on me presse de dire pourquoi je l’aimais, je sens que cela ne peut s’exprimer. »

C’est dans l’édition posthume de 1595 dite « exemplaire de Bordeaux » qu’on lit la formule célèbre : « parce que c'était lui, parce que c'était moi ». Cet ajout a été écrit par l'auteur dans la marge de son exemplaire personnel (édition de 1588) : d’abord « parce que c’était lui », puis d’une autre encre « parce que c’était moi ».
Montaigne qui, fort sociable, a eu beaucoup d’amis ordinaires, a jugé exceptionnelle cette amitié, comme on n'en rencontre qu'« une fois en trois siècles » : 

« Nos âmes ont marché si uniment ensemble […] que non seulement je connaissais la sienne comme la mienne, mais que je me serais certainement plus volontiers fié à lui qu’à moi à mon sujet […] C’est un assez grand miracle que de se doubler »

— Essais, I, 28.
Son admiration pour la grandeur intellectuelle de son aîné s’allie à de profondes affinités culturelles et à un parfait accord idéologique dans cette période de guerres religieuses.
"le plus grand que j'aie connu vivant 
et pour les qualités naturelles de l'âme et le mieux né, c'était Étienne de La Boétie : c'était vraiment une âme pleine et qui montrait un bel aspect à tous points de vue; une âme à l'ancienne et qui eût fait voir de grandes actions si son sort l'avait voulu, car elle avait beaucoup ajouté à ces riches [dons] par l'étude et le savoir." (Essais, II, 17)
Mais, quatre ans après leur rencontre, Étienne de La Boétie meurt, sans doute de la peste ou de la tuberculose, en 1563. Il conserve pendant trois jours d’agonie une force d’âme qui fascine Montaigne et qu’il veut faire connaître, d’abord dans une lettre à son père, puis dans un Discours publié en 1571 en postface aux œuvres de son ami.

« Il n’est action ou pensée où il ne me manque », écrit Montaigne « J’étais déjà si formé et habitué à être deuxième partout qu’il me semble n’exister plus qu’à demi. »

Il va dès lors songer à perpétuer son souvenir, d’abord en publiant ses œuvres adressées à de hauts personnages, puis en continuant seul le dialogue avec son ami, dialogue intérieur qui aboutira aux Essais.

#### Mariage
Il semble que Montaigne ait voulu soulager le mal causé par la perte de son ami par des aventures amoureuses, ponctuées par des périodes de lecture assidue. La passion pour les femmes que Montaigne eut très jeune et tout au long de sa vie se confond chez lui avec le désir sensuel. 
« Je trouve après tout que l’amour n’est pas autre chose que la soif de la jouissance sur un objet désiré et que Venus n’est pas autre chose non plus que le plaisir de décharger ses vases, qui devient vicieux ou s’il est immodéré ou s’il manque de discernement. » « Qu’a fait aux hommes l’acte génital qui est si naturel, si nécessaire et si légitime pour que nous n’osions pas en parler sans honte. » 
Trois chapitres des Essais – « De la force de l’imagination », « Les trois commerces » et « Sur des vers de Virgile » – parlent de ses expériences amoureuses. Mais on ne lui connaît aucune passion, aucune liaison durable. « Cet amoureux des femmes n’aurait-il, en fin de compte, aimé qu’un homme ? » se demande Jean Lacouture.
Il écrira cependant (Essais, III, 5) que « Les femmes n'ont pas tort du tout quand elles refusent les reigles de vie qui sont introduites au monde, d'autant que ce sont les hommes qui les ont faictes sans elles ».
Cette période de dissipation et de débauches cesse en 1565, mais Montaigne devient alors plus que jamais un lecteur assidu, un homme bien souvent mélancolique. Il se laisse marier. Il épouse le 23 septembre 1565, après un contrat passé le jour précédent devant le notaire Destivals, Françoise de la Chassaigne, qui a 20 ans, d’une bonne famille de parlementaires bordelais. Concession de toute évidence faite à ses parents car la bonne Françoise est aussi une proche parente de sa tante. On ne sait si le mariage de Montaigne a été heureux, les avis de ses biographes divergent. On sait que Montaigne, avec toute son époque, distingue le mariage de l’amour. Convaincu de son utilité, il se résigne à suivre la coutume et l’usage mais dort seul dans une chambre à part. On sait cependant que sa femme a montré, après sa mort, beaucoup de soin de sa mémoire et de son œuvre.
La mort de son père, depuis longtemps accablé par la gravelle, en juin 1568 (ce qui le met en possession d’une belle fortune et du domaine familial qui lui permettent de vivre de ses rentes), et peut-être celle prématurée de cinq de ses six filles l'affectent et l'invitent à se retirer des affaires et abandonner sa charge de magistrat. Il demande néanmoins en 1569 son admission à la Grand’Chambre, promotion qui lui est refusée. Il préfère alors se retirer et résigne sa charge en faveur de Florimond de Raemond le 23 juillet 1570.

### Éditeur et écrivain (1571-1592)
En démissionnant du Parlement, Montaigne désire changer de vie. Il se retire sur ses terres, désireux de jouir de sa fortune, de se consacrer à la fois à l’administration de son domaine et à l’étude et à la réflexion. Mais sa retraite n’est pas une réclusion. Quand le roi le convoque et que l'ost ou la diplomatie l'appelle, il se comporte comme un vrai seigneur. Il fait la guerre, s’entremet entre les clans lorsqu’on le lui demande, accepte la mairie de Bordeaux lorsqu’il est élu, sans rechercher les honneurs toutefois et surtout sans consentir à enchaîner sa liberté.
En 1571, il est fait chevalier de l’ordre de Saint-Michel par Charles IX qui l'inscrit encore pour le nommer gentilhomme ordinaire de sa chambre en 1573, charge purement honorifique mais très prisée. Montaigne fait graver dans ses armoiries le litre-collier (?). Henri de Navarre, le chef du parti protestant, futur Henri IV, fait de même en 1577. Il ne faut pas être grand clerc pour deviner, en premier lieu, la récompense royale pour l'ensemble de sa carrière de magistrat et de diplomate et la volonté de s'attacher le noble retraité pour d'éventuels services extraordinaires, et, en second lieu, la volonté de se concilier un négociateur royal de premier plan en Guyenne et Gascogne.
Lors de la cinquième guerre civile, le voici à nouveau chargé de mission par le parlement de Bordeaux auprès du duc de Montpensier Louis III. Il se retrouve avec les soldats de l'armée royale dans le camp de Sainte-Hermine, près de Poitiers.
En 1577, il assiste à la Pacification de Beaulieu. Homme d'une grande vitalité, ce catholique diplomate galant et tolérant y est au titre de gentilhomme de la chambre du roi de Navarre, gouverneur de Guyenne. Il a désormais des amis protestants, à commencer par Henri de Navarre qui n'hésite pas à loger chez lui en décembre 1584 et en octobre 1587, mais aussi la comtesse de Gurson, Diane de Foix pour laquelle il se mue à sa demande en pédagogue avec la « lettre sur l'institution des enfants » (Essais, I 26), la brillante Claude d'Estissac, fille de feu Louis de Madaillan d'Estissac, ancienne fille d'honneur de la reine Catherine de Médicis, pour laquelle il écrit « de l'affection des pères aux enfants », la belle et séduisante madame de Gramont, comtesse de Guiche, à laquelle il dédie ses « Vingt neuf sonnets » (Essais, I29) et à madame de Duras, née Marguerite de Gramont, belle-sœur de la précédente qui apparaît à la fin du livre II des Essais. Un de ses frères et deux de ses sœurs sont protestants.
Plus tard, malade, Michel de Montaigne n’hésitera pas non plus à s’absenter de chez lui plusieurs mois durant pour se faire soigner, ou voyager à travers l’Europe.

#### LesEssais

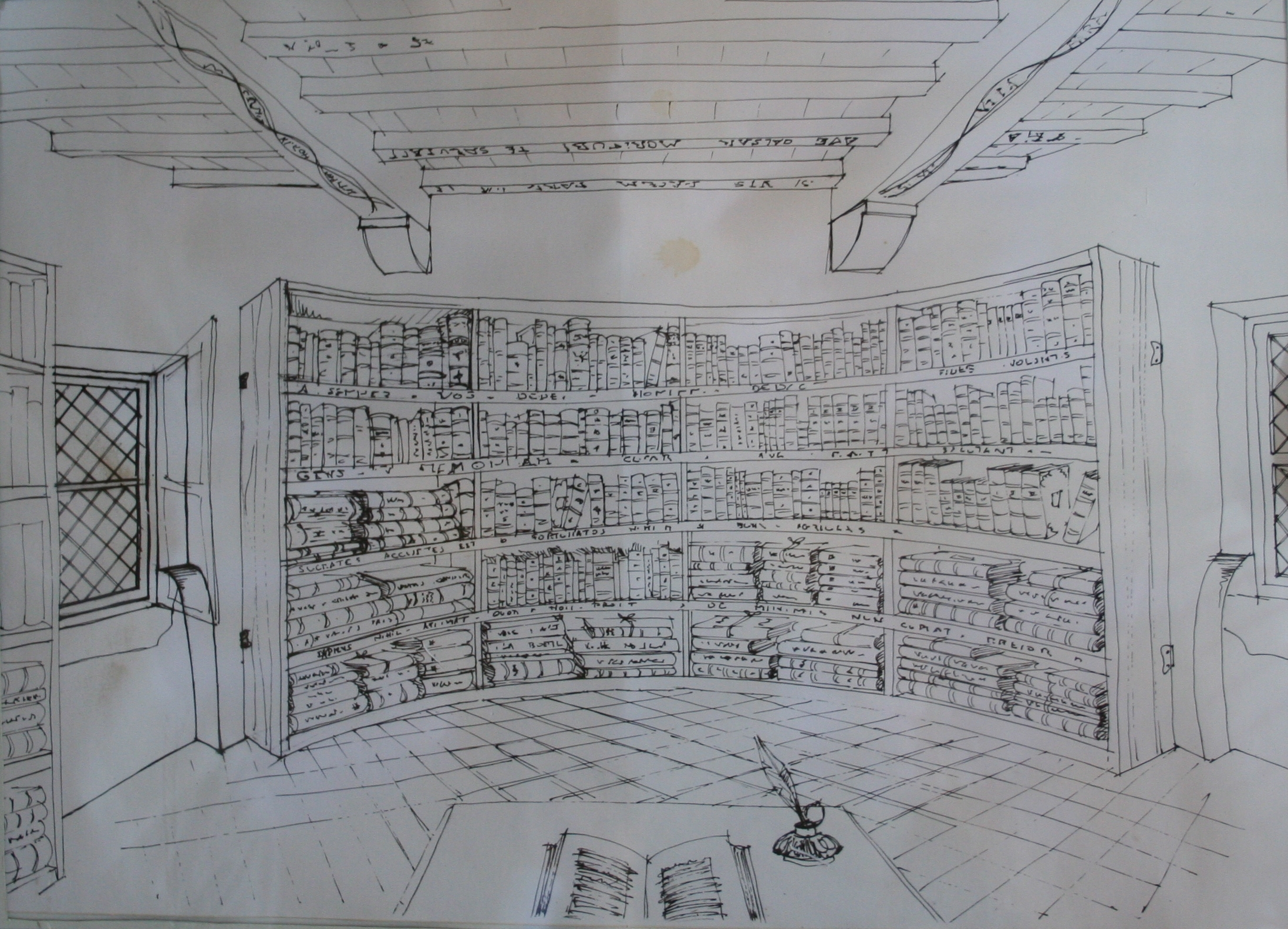
« La forme de ma bibliothèque est ronde et n’a de rectiligne que ce qu’il faut à ma table et à mon siège, et elle m’offre dans sa courbe, d’un seul regard, tous mes livres rangés sur cinq rayons tout autour. »

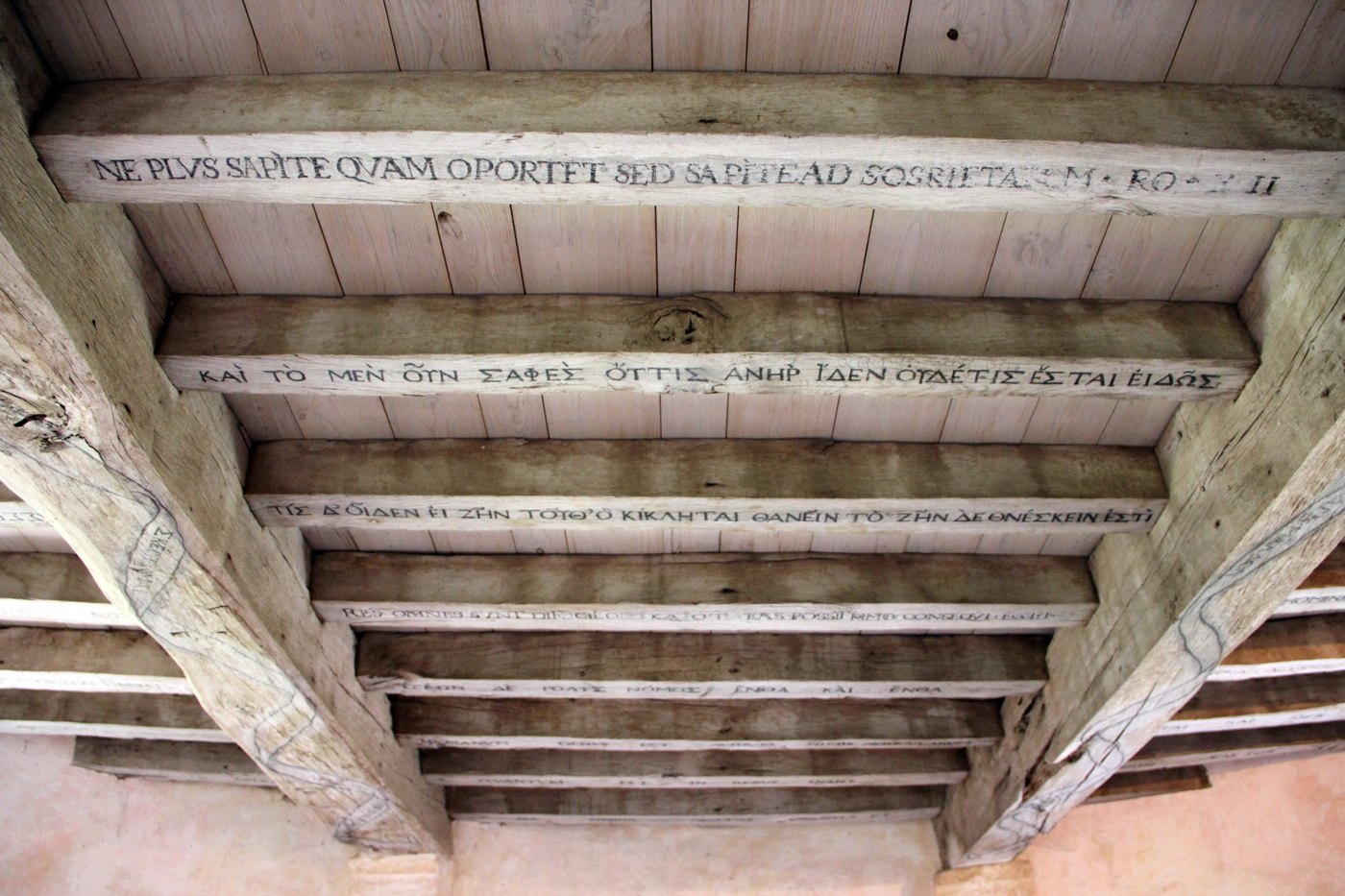
Montaigne fait peindre sur les poutres de sa bibliothèque des sentences, en latin ou en grec, d'auteurs anciens. Contrairement à une idée répandue, la maxime « Que sais-je ? », en langue française, n'y figure pas. Sur la poutre la plus proche de son écritoire, l’adage latin de Térence : « Je suis homme et crois que rien d’humain ne m’est étranger. »

Dans son château, Montaigne s’est aménagé un refuge consacré à sa liberté, à sa tranquillité et à ses loisirs, sa bibliothèque : 
« Je passe dans ma bibliothèque et la plupart des jours de ma vie et la plupart des heures du jour […] Je suis au-dessus de l’entrée et je vois sous moi mon jardin, ma basse-cour, ma cour et dans la plupart des parties de la maison. Là je feuillette tantôt un livre, tantôt un autre, sans ordre et sans dessein ; tantôt je rêve, tantôt je note et je dicte, en me promenant, mes rêveries que je vous livre. »
Il entame la rédaction des Essais au début de 1572 à 39 ans et la poursuivra jusqu’à sa mort en 1592 à 59 ans, soit une vingtaine d’années, travaillant lorsque sa vie politique, militaire, diplomatique et ses voyages lui en laissent le loisir. Les premiers Essais (livre I et début du livre II composés en 1572-1573) sont impersonnels et ont une structure qui les rapproche des ouvrages de vulgarisation des enseignements des auteurs de l'Antiquité, ouvrages très à la mode alors : petites compositions très simples rassemblant exemples historiques et sentences morales auxquels s’accrochent quelques réflexions souvent sans grande originalité. Le Moi est absent. « Parmi mes premiers Essais, certains sentent un peu l’étranger » reconnaît Montaigne qui s’efforcera dans les additions de 1588 d’ajouter des confidences personnelles parfois mal jointes à l’ensemble.

Puis, autour de 1579, au fur et à mesure qu’il comprend ce qu’il cherche à faire, il se peint lui-même. L'intérêt principal du livre passe dans ce portrait. Un genre est né. 
« Si l’étrangeté et la nouveauté ne me sauvent pas, je ne sortirai jamais de cette sotte entreprise ; mais elle est si fantastique et a un air si éloigné de l’usage commun que cela pourra lui donner un passage […] Me trouvant entièrement dépourvu et vide de tout autre matière, je me suis offert à moi-même comme sujet. C’est le seul livre au monde de son espèce : le dessein en est bizarre et extravagant. Il n’y a rien dans ce travail qui soit digne d’être remarqué sinon cette bizarrerie… »
L’avant-propos de la première édition confirme : 
« Je veux qu’on m’y voie dans ma façon d’être simple, naturelle et ordinaire, sans recherche ni artifice : car c’est moi que je peins. Mes défauts s’y liront sur le vif, ainsi que ma manière d’être naturelle, autant que le respect humain me l’a permis […] Ainsi, lecteur, je suis moi-même la matière de mon livre : il n’est pas raisonnable que tu emploies ton loisir en un sujet si frivole. Adieu donc ? De Montaigne, ce 1er mars 1580. »
La première édition, environ un millier d’exemplaires, ne comportant que les deux premiers livres, est publiée à Bordeaux en 1580. La deuxième en 1582, de retour de son grand voyage en Allemagne et en Italie, étant maire de Bordeaux. Dès 1587, un imprimeur parisien réimprime les Essais sans attendre les annotations de Montaigne. Le livre se vend très bien. Une nouvelle édition, estimée à 4 000 exemplaires, est éditée à Paris en 1588, avec le livre III, où la peinture du Moi atteint toute son ampleur et nous fait entrer dans l’intimité de sa pensée. Le succès de ses premières éditions, l’âge aussi lui donnent de l’assurance : « Je dis la vérité, non pas tout mon saoul, mais autant que j’ose la dire, et j’ose un peu plus en vieillissant. » Il est attentif à se montrer en perpétuel devenir : « Je ne peins pas l’être, je peins le passage, non un passage d’un âge à un autre, mais de jour en jour, de minute en minute. » Il est alors bien conscient de la portée de son projet : en s’étudiant pour se faire connaître, il fait connaître ses lecteurs à eux-mêmes : 
« Si les gens se plaignent de ce que je parle trop de moi, moi je me plains de ce qu’ils ne pensent même pas à eux-mêmes ».
Il prépare une nouvelle mouture de son livre, l’« Exemplaire de Bordeaux » quand il meurt en 1592.

#### Soldat et diplomate

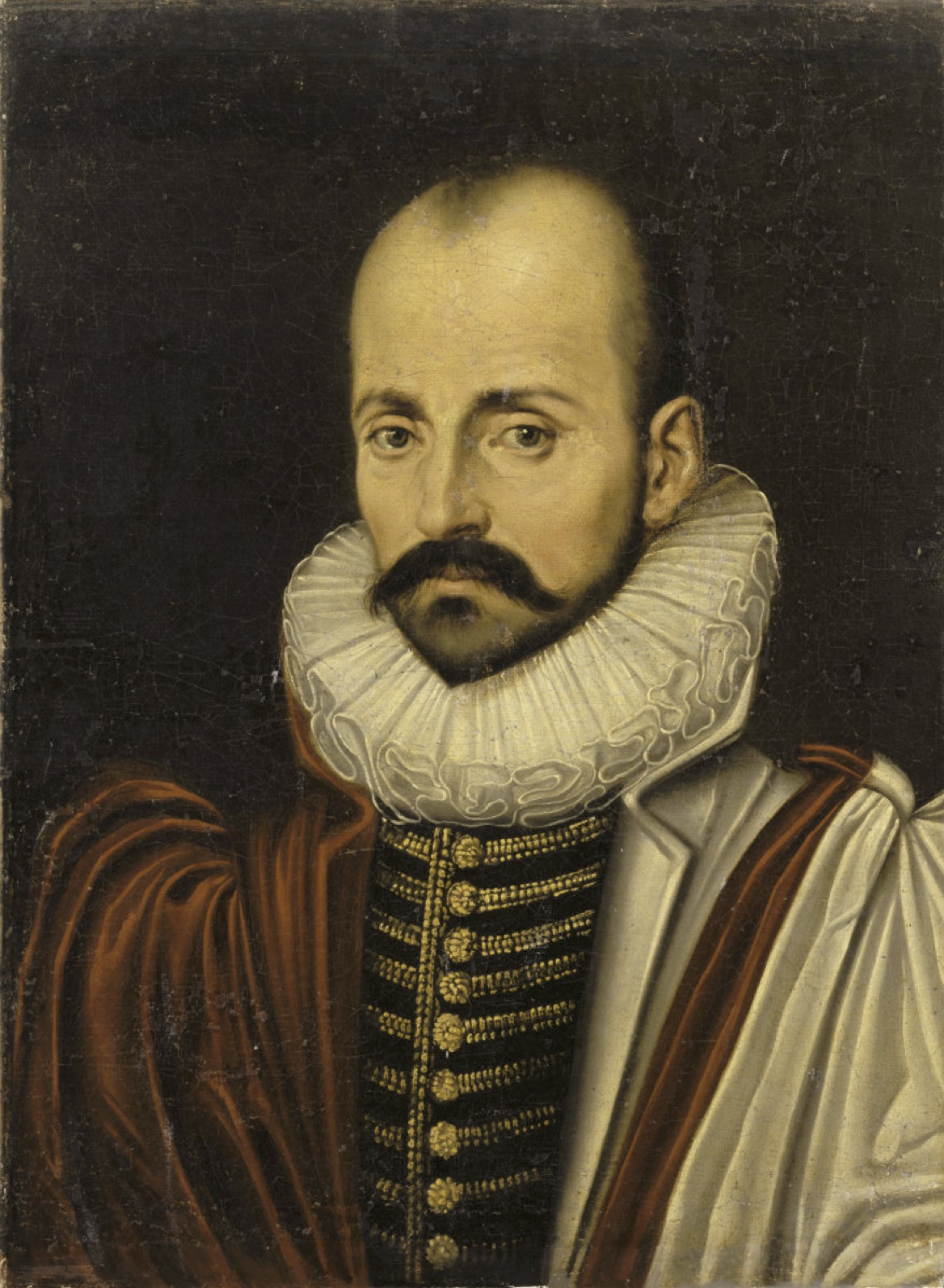
Portrait présumé de Michel de Montaigne.

Il est vraisemblable que Montaigne, convoqué par le roi comme tout gentilhomme, a pris part aux guerres qui se sont déchaînées entre 1573 et 1577. Les Essais ne disent pas à quels engagements il a pris part et les historiens et mémorialistes n’en font pas mention. Mais plusieurs allusions prouvent qu’il a été soldat et la part (le dixième) des livres I et II consacrée à l’armement et aux problèmes de stratégie montre son intérêt pour la vie militaire. Mais il condamne la guerre civile et la guerre de conquête, s’il admet la guerre défensive. Quant aux cruautés des guerres religieuses : 
« Je pouvais avec peine me persuader, avant de l’avoir vu, qu’il eût existé des âmes si monstrueuses […] pour inventer des tortures inusitées et des mises à mort nouvelles, sans inimitié, sans profit et à seul fin de jouir de l’amusant spectacle des gestes et des mouvements pitoyables, des gémissements et des paroles lamentables d’un homme mourant dans la douleur. »

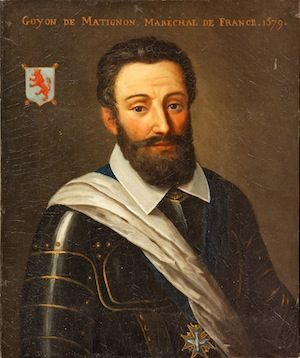
Portrait du maréchal de Matignon.

Montaigne est toujours resté discret sur ses activités de négociateur. Nous savons cependant par les Mémoires de de Thou qu’il est chargé à la cour des négociations entre Henri de Navarre et Henri de Guise, peut-être en 1572. En 1574, à la demande du gouverneur de Bordeaux, il doit mettre fin à la rivalité entre les chefs de l’armée royale du Périgord et, en 1583, il s’entremet entre le maréchal de Matignon, lieutenant du roi en Guyenne et Henri de Navarre. Ce dernier lui rend visite en 1587. Enfin, en 1588, il est chargé d’une mission entre le roi de France et le roi de Navarre, mission dont on ignore l’objet précis mais dont la correspondance diplomatique fait état (proposition d’alliance militaire contre la Ligue ? éventualité d’une abjuration d’Henri de Navarre ?).
Montaigne décrit dans les Essais l’attitude qu’il a toujours adoptée « dans le peu que j’ai eu à négocier entre nos princes » : « Les gens du métier restent le plus dissimulés qu’ils peuvent et se présentent comme les hommes les plus modérés et les plus proches des opinions de ceux qu’ils approchent. Moi je me montre avec mes opinions les plus vives et sous ma forme la plus personnelle : négociateur tendre et novice, j’aime mieux faillir à ma mission que faillir à moi-même ! Cette tâche a pourtant été faite jusqu’à cette heure avec une telle réussite (assurément le hasard y a la part principale) que peu d’hommes sont entrés en rapport avec un parti, puis avec l’autre, avec moins de soupçon, plus de faveur et de familiarité. »

#### Voyageur

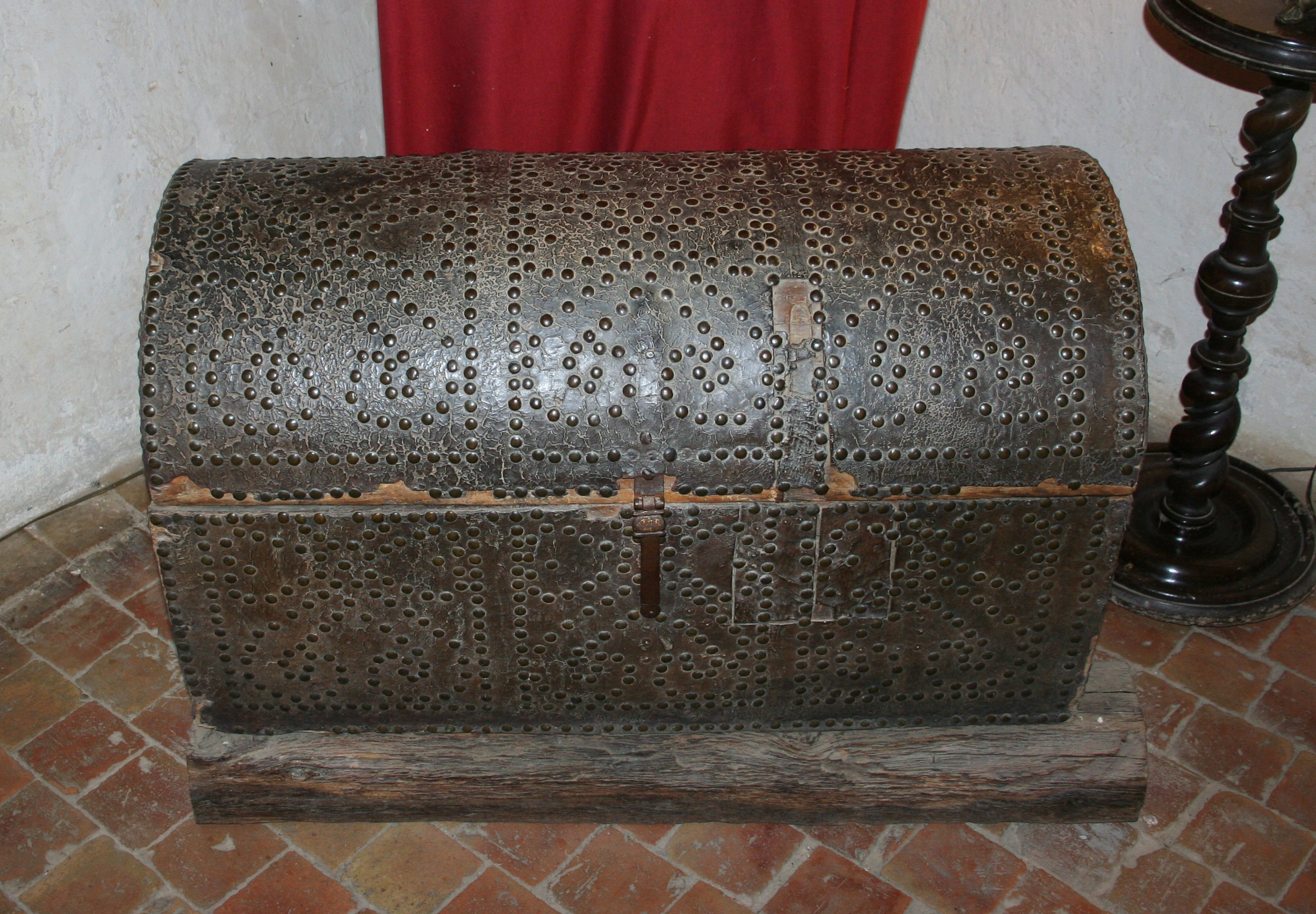
Coffre du château de Montaigne dans lequel l'abbé Prunis, chanoine érudit et spécialiste de l’histoire du Périgord, retrouva le manuscrit du Journal de voyage en 1770.

« Faire des voyages me semble un exercice profitable. L’esprit y a une activité continuelle pour remarquer les choses inconnues et nouvelles, et je ne connais pas de meilleure école pour former la vie que de mettre sans cesse devant nos yeux la diversité de tant d’autres vies, opinions et usages. »
Montaigne après quelques crises douloureuses n'hésite pas à partir en cure jusqu'aux confins de l'Aquitaine. Il veut croire aux potions naturelles pour mieux vivre. Il accomplit un séjour estival aux Eaux-Chaudes dans la vallée d'Ossau en Béarn. Il fréquente les bains de Dax à Préchacq-les-Bains, remonte l'Adour jusqu'à Bagnères-de-Bigorre, gagne les eaux à Barbotan en Armagnac dans l'actuel département du Gers.

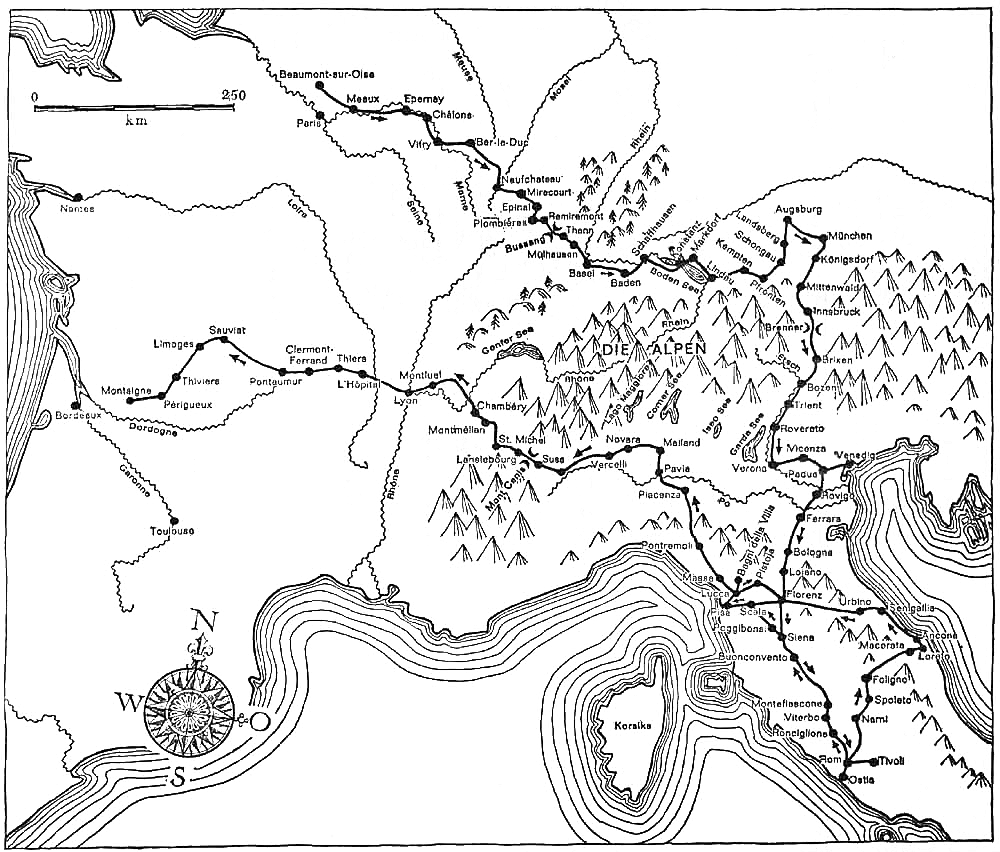
Voyage en Allemagne et en Italie par l'équipage de Michel de Montaigne 1580-1581

En 1580, après la publication des deux premiers livres des Essais, Montaigne entreprend un grand voyage de dix-sept mois et huit jours, départ et retour au château de Montaigne du 22 juin 1580 au 30 novembre 1581, à travers le royaume de France, la Lorraine, la Suisse, l’Allemagne du Sud, le Tyrol, l’Italie et la Savoie, à la fois pour soigner sa maladie – la gravelle (coliques néphrétiques) dont son père avait souffert sept ans avant de mourir – dans diverses villes d’eaux, se libérer de ses soucis de maître de maison (« Absent, je me défais de toutes pensées de cette sorte, et je ressentirais alors moins l’écroulement d’une tour que je ne fais, présent, la chute d’une ardoise. ») et du spectacle désolant de la guerre civile :
« Dans mon voisinage, nous sommes à présent incrustés dans une forme d’État si déréglée qu’à la vérité c’est miracle qu’elle puisse subsister […] Je vois des façons de se conduire, devenues habituelles et admises, si monstrueuses, particulièrement en inhumanité et déloyauté que je ne peux pas y penser sans éprouver de l’horreur ».
Le Journal de voyage n’est pas destiné au public, le manuscrit archivé sera retrouvé presque deux siècles plus tard après sa rédaction. C'est une simple collection de notes qui parlent surtout de la santé de Montaigne (il fait noter ou note tous les symptômes de sa maladie qu’il veut apprendre à connaître) et des curiosités locales, sans le moindre souci littéraire. La première partie (un peu moins de la moitié) est rédigée par un jeune secrétaire, également régisseur du voyage qui rapporte probablement sous la dictée les propos de « Monsieur de Montaigne » et semble avoir été chassé après quelques malversations avérées dans les comptes après l'arrivée à Rome, la deuxième par Montaigne qui souhaite poursuivre le compte rendu, parfois en italien à titre d’exercice. Il permet de saisir Montaigne sans apprêt.
Les voyages sont alors non sans risques ni difficultés et fort coûteux (« Les voyages ne me gênent que par la dépense qui est grande et excède mes moyens. »). Le seigneur Montaigne, qui part en grand équipage (son plus jeune frère Bertrand de Matecoulon souhaite prendre des cours d'escrime à Rome, son beau-frère veuf Bertrand de Cazelis, écuyer et seigneur de la Freyche lui tient compagnie, un secrétaire, des domestiques, des mulets portant les bagages. Le jeune Charles d’Estissac, le fils d’une amie, qui se joint à lui et partage la dépense, est escorté d’un gentilhomme, d’un valet de chambre, d’un muletier et de deux laquais) et qui aime les logis confortables « dut dépenser une petite fortune sur les routes d’Europe».
Le Journal permet de connaître très exactement l’itinéraire des voyageurs. Ils s’arrêtent en particulier à Plombières (11 jours), à Bâle, à Baden (5 jours), à Munich, à Venise (1 semaine), à Rome haut lieu de l'Antiquité romaine (5 mois) et à Lucques (17 jours). Montaigne obtient après quelques démarches administratives le statut de citoyen romain.

Montaigne voyage pour son plaisir :
« S’il ne fait pas beau à droite, je prends à gauche ; si je me trouve peu apte à monter à cheval, je m’arrête… Ai-je laissé quelque chose à voir derrière moi ? J’y retourne ; c’est toujours mon chemin. Je ne trace à l’avance aucune ligne déterminée, ni droite ni courbe […] J’ai une constitution physique qui se plie à tout et un goût qui accepte tout, autant qu’homme au monde. La diversité des usages d’un peuple à l’autre ne m’affecte que par le plaisir de la variété. Chaque usage a sa raison d’être ».
Les rencontres surtout l’intéressent, le plaisir de « frotter et limer » sa cervelle à celle d’autrui : autorités des lieux visités auxquelles il rend toujours visite et qui le reçoivent souvent avec beaucoup d’égards, « gens de savoir », personnalités religieuses les plus diverses (un des intérêts du voyage est de mener une vaste enquête sur les croyances et les cultes). Il est assez peu sensible aux chefs-d’œuvre de l’art ou aux beautés de la nature.
En septembre 1581, il reçoit aux bains de Lucques la nouvelle qu’il a été élu maire de Bordeaux. Il prend alors le chemin du retour.

#### Maire de Bordeaux

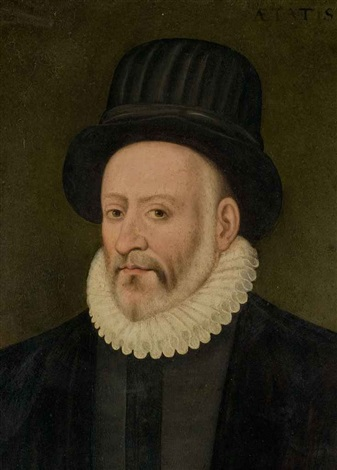
Portrait présumé de Michel de Montaigne
(huile sur toile attribuée à Étienne Martellange, 1587).

« Messieurs de Bordeaux m’élurent maire de leur ville alors que j’étais éloigné de la France et encore plus éloigné d’une telle pensée. Je refusai, mais on m’apprit que j’avais tort, l’ordre du roi intervenant aussi en l’affaire. » En arrivant à son château, Montaigne trouve une lettre du roi Henri III le félicitant et lui enjoignant de prendre sa charge sans délai. « Et vous ferez chose qui me sera agréable et le contraire me déplairait grandement » ajoute le souverain.
Il est vraisemblable que ce sont les qualités de négociateur de Montaigne, sa modération, son honnêteté, son impartialité et ses bonnes relations avec Henri III et Henri de Navarre, qui l’ont désigné pour ce poste.

« À mon arrivée, j’expliquai fidèlement et consciencieusement mon caractère, tel exactement que je le sens être : sans mémoire, sans vigilance, sans expérience et sans vigueur ; sans haine aussi, sans ambition, sans cupidité et sans violence, pour qu’ils fussent informés et instruits de ce qu’ils avaient à attendre de mon service […] Je ne veux pas que l’on refuse aux charges publiques que l’on assume l’attention, les pas, les paroles, et la sueur et le sang au besoin, mais je veux que l’on s’acquitte de ces fonctions en se prêtant seulement et accessoirement, l’esprit se tenant toujours en repos et en bonne santé, non pas sans action, mais sans tourment et passion. »

Sans passion surtout car :

« Nous ne conduisons jamais bien la chose par laquelle nous sommes possédés et conduits. »

— Essais, III, 10, p. 1215–1217.
Moyennant quoi, Montaigne déploie une grande activité pendant son mandat de maire pour conserver la ville en paix alors que les troubles sont incessants entre catholiques et protestants, le Parlement divisé entre catholiques ultras (la Ligue) et modérés, et la situation politique particulièrement délicate entre le roi de France (représenté sur place par le maréchal de Matignon, lieutenant général) et le roi de Navarre, gouverneur de la province.
Après deux ans de fonction, il est réélu en 1583 (rare honneur qui n’a été accordé que deux fois avant lui) malgré l’opposition violente de la Ligue.
À six semaines de l’expiration de son deuxième mandat (31 juillet 1585), la peste éclate à Bordeaux et fait de juin à décembre environ quatorze mille victimes. Montaigne absent ne revient pas dans la ville pour la cérémonie d’installation de son successeur et regagne son château, avouant sans embarras dans une lettre qu’il craint la contagion. Cet incident — dont aucun contemporain ne parle — déclenchera trois siècles plus tard une polémique, les critiques de Montaigne lui reprochant d’avoir manqué aux obligations de sa charge.

#### Autres écrits
Sur l'éphéméride publiée par Michael Beuther en 1551 (Ephemerida historica), Montaigne a noté divers évènements de sa vie, transformant l'ouvrage en Livre de Raison.  
Il y évoque, de sa propre plume et en français, la mort de son père affecté par la gravelle, la visite, en son château, d'Henri de Navarre (futur Henri IV), son bref embastillement à Paris, en juillet 1558. 

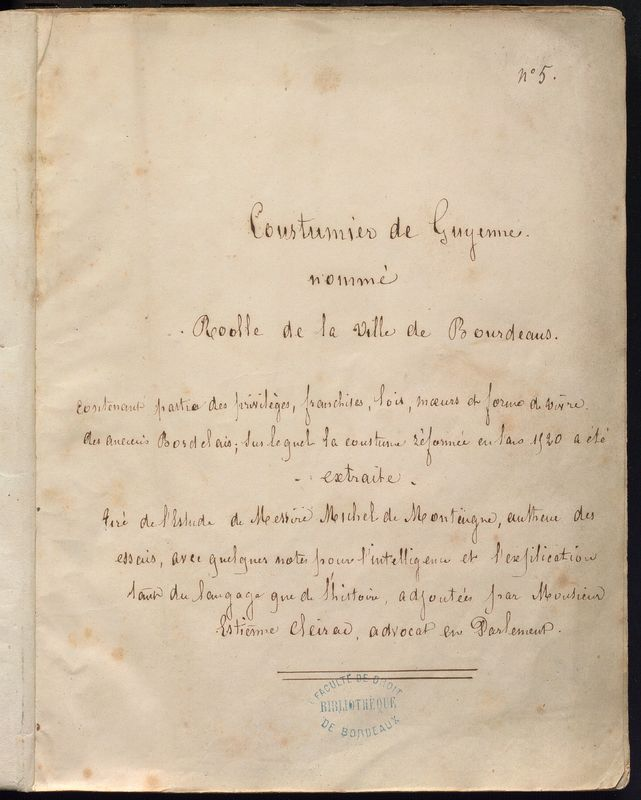

Au XVIIe siècle, Étienne Cleirac, avocat bordelais, rédige un manuscrit intitulé Coustumier de Guyenne, tiré de l'estude de messire Michel de Montaigne, autheur des Essais, sans que le contenu de l'apport de Montaigne ne soit identifiable.
L'œuvre manuscrite de Montaigne, étudiée par Alain Legros, recense, outre les notes et indications portées sur l’éphéméride de Beuther, les ex-libris, devises et ex-dono, les arrêts autographes de Montaigne magistrat, et les annotations portées par Montaigne en marge de certains de ses livres, dont les « allongeails » de l'exemplaire de Bordeaux.

#### Dernières années

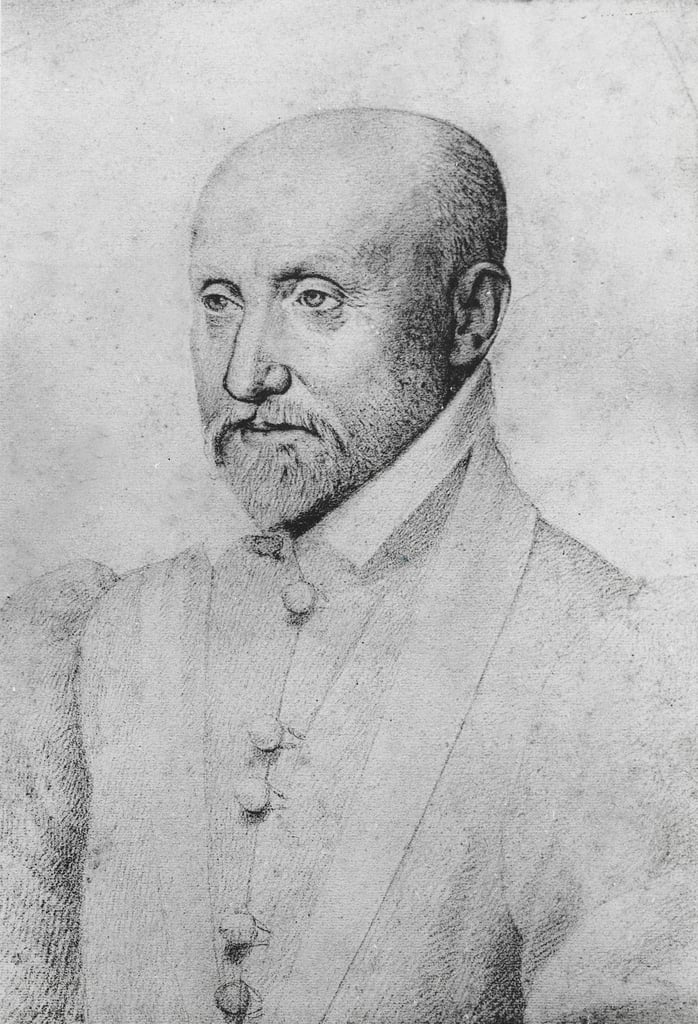
Portrait présumé de Montaigne par François Quesnel, vers 1588.

Montaigne, mûri par ses expériences multiples, s’est remis à la rédaction des Essais, et commence le livre III dont la sensibilité s’est singulièrement enrichie. Mais la situation s’aggrave et la guerre est à sa porte (Henri III vient de s’allier avec Henri de Guise, chef de la Ligue, contre Henri de Navarre déclenchant la huitième guerre civile). En juillet 1586, l’armée royale met le siège, avec vingt mille hommes, devant Castillon défendu par Turenne, à huit kilomètres du château de Montaigne : 
« J’avais d’une part les ennemis à ma porte, d’autre part les maraudeurs, ennemis pires. » 
Il n’a pas répondu à l’appel convoquant la noblesse à combattre dans l’armée royale. Son abstention le rend suspect aux deux partis : « Je fus étrillé par toutes les mains : pour le Gibelin, j’étais Guelfe, pour le Guelfe, Gibelin. ». La peste fait son apparition en août et gagne toute la région. Le 1er septembre, Castillon tombe.

Pour fuir la peste, Montaigne abandonne son château avec sa mère, sa femme et sa fille dans des chariots. Pendant six mois, il va errer, mal accueilli par les amis à qui il demande refuge, « ayant à changer de demeure aussitôt que quelqu’un de la troupe venait à souffrir du bout du doigt ». Il rentre chez lui en mars 1587 pour retrouver son domaine dévasté par la guerre et la peste. 
« Cet écroulement me stimula assurément plus qu’il ne m’atterra. […] Je me résigne un peu trop facilement aux malheurs qui me frappent personnellement, et, pour me plaindre à moi, je considère non pas tant ce que l’on m’enlève que ce qui me reste ».
Turenne reprend Castillon en avril. Le 23 octobre, Henri de Navarre, après sa victoire de Coutras arrive au château de Montaigne et y séjourne deux jours (pour solliciter ses conseils ?).

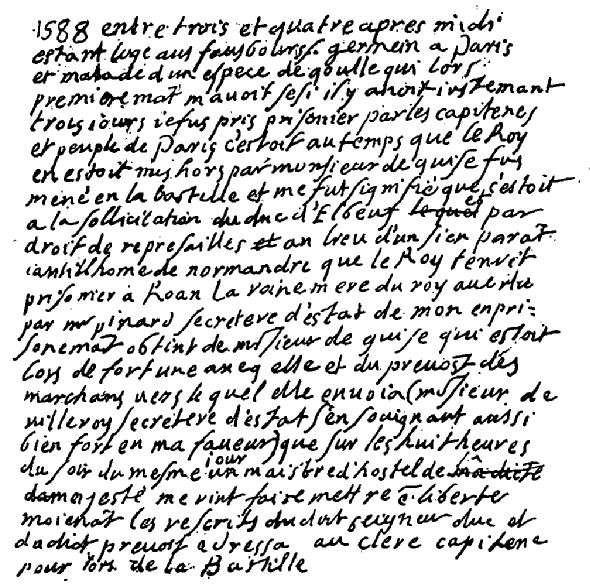
Montaigne embastillé (10 juillet 1588).
Note prise par Montaigne sur son Ephemeris historica (à la fois mémento historique et agenda).

En janvier 1588, à 55 ans, Montaigne part à Paris pour faire imprimer son livre, chargé aussi par le roi de Navarre et le maréchal de Matignon (Son fils aîné accompagne Montaigne) d’une négociation avec Henri III. Le voyage est mouvementé. Arrêté, dévalisé par une troupe de protestants près d’Angoulême, il est relâché sur l’intervention du prince de Condé. Il arrive à Paris le 18 février. Les ambassadeurs anglais et espagnols, qui connaissent ses liens avec Henri de Navarre, le soupçonnent d’être chargé d’une mission secrète auprès du roi (une alliance militaire contre la Ligue ?). On n’en sait pas plus, Montaigne ayant toujours gardé le silence sur ses activités de négociateur. En mai, toujours à Paris (il doit surveiller l’impression des Essais de 1588), il assiste à la journée des Barricades qui accompagne l’entrée triomphante d’Henri de Guise. Le roi s’enfuit. Montaigne le suit. De retour à Paris en juillet, les autorités de la Ligue le font enfermer le 10 juillet à la Bastille. La reine mère doit intervenir auprès du duc de Guise pour le faire libérer après une journée de rétention.
C’est à Paris qu’il rencontre Marie de Gournay (1565-1645), jeune fille de vingt-deux ans, lectrice fervente de ses Essais et admiratrice passionnée de son œuvre, à qui il propose, charmé par sa fougue et son infatigable soutien, de devenir sa « fille d’alliance ». Après la mort de Montaigne, Marie de Gournay consacrera sa vie et sa fortune à assurer jusqu’à onze éditions posthumes des Essais. Montaigne va la visiter à Gournay-sur-Aronde et y séjourne à plusieurs reprises. Marie de Gournay transmettra aux philosophes érudits du XVIIe siècle (l'évêque Pierre-Daniel Huet ou La Mothe Le Vayer) l'héritage dit « sceptique » de Montaigne ainsi que des livres hérités de son père d'élection[réf. nécessaire].

En octobre ou en novembre 1588, il est à Blois où doivent se tenir les états généraux. Y est-il encore lors de l’assassinat des Guise le 23 décembre 1588 ou est-il de retour dans son château ? Jusqu’à l’été 1590, il va se rendre encore à Bordeaux pour aider Matignon à maintenir la ville dans l’obéissance au nouveau roi Henri IV (Henri III, assassiné le 1er août 1589 par un moine ligueur, a publiquement déclaré Henri de Navarre son successeur). Puis jusqu’à sa mort en 1592, il va demeurer dans son château, perfectionnant, complétant les Essais en vue d’une sixième édition : 
« Qui ne voit que j’ai pris une route par laquelle, sans cesse et sans peine, j’irai autant qu’il y aura d’encre et de papier au monde ? »

#### Mort

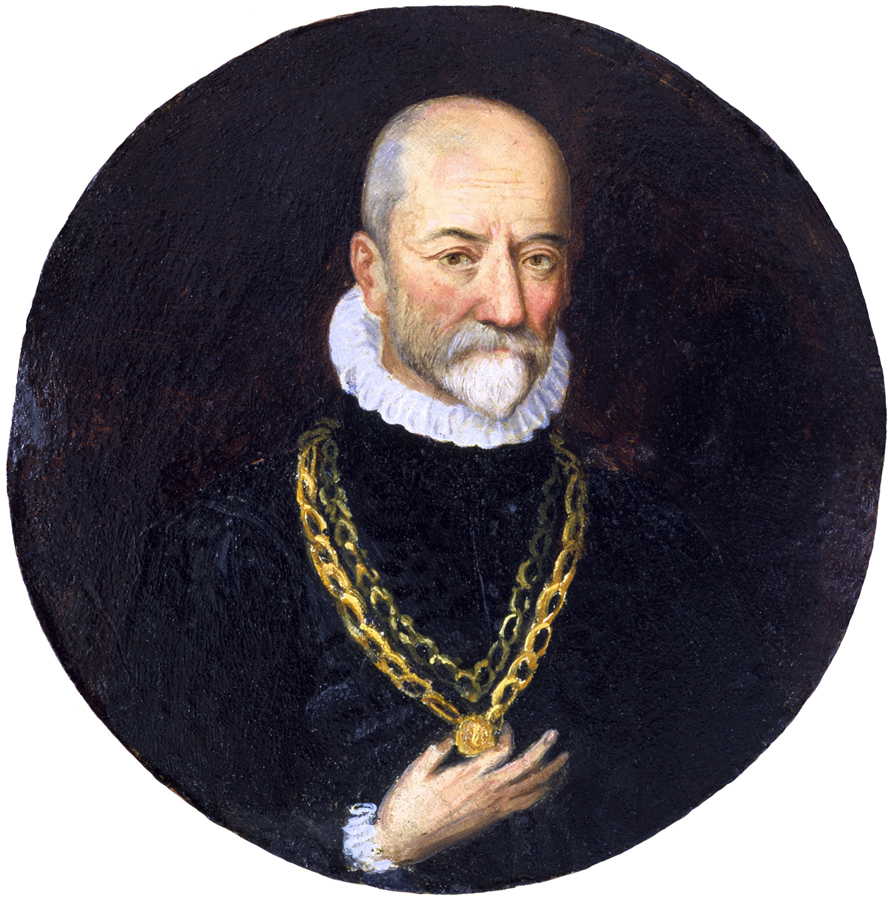
Portrait présumé de Michel de Montaigne, vers 1590.

Les idées de Montaigne sur la mort ont évolué depuis 1572 quand il pensait, en stoïcien, que la grande affaire de l’homme est de se préparer à bien mourir. Il pense maintenant en épicurien qu’il faut suivre la nature : 
« Nous troublons la vie par le souci de la mort […] Je ne vis jamais un paysan de mes voisins réfléchir pour savoir dans quelle attitude et avec quelle assurance il passerait cette heure dernière. La Nature lui apprend à ne songer à la mort que lorsqu’il est en train de mourir ».
La mort est « une chose trop momentanée » : « Un quart d’heure de souffrance passive sans conséquence, sans dommage, ne mérite pas des préceptes particuliers. » « La mort est bien le bout, non pas le but de la vie ; la vie doit être pour elle-même son but, son dessein. » Et les Essais s’achèvent sur une invitation au bonheur de vivre : 
« C’est une perfection absolue et pour ainsi dire divine que de savoir jouir de son être. Nous cherchons d’autres manières d’être parce que nous ne comprenons pas l’usage des nôtres, et nous sortons hors de nous parce que nous ne savons pas quel temps il y fait. De même est-il pour nous inutile de monter sur des échasses, car sur des échasses il faut encore marcher avec nos jambes. Et sur le trône le plus élevé du monde, nous ne sommes encore assis que sur notre cul ».
Montaigne meurt dans son château le 13 septembre 1592, à 59 ans. Nous n’avons aucun témoignage direct de sa mort, mais trois lettres d’amis qui n’ont pas assisté à ses derniers moments : deux de Pierre de Brach, datées d’octobre 1592 et février 1593, ne donnant pas d’informations précises et parlant d’une mort « prise avec douceur » ajoutant : « Après avoir heureusement vécu, il est heureusement mort. » et une d’Étienne Pasquier écrite vingt-sept ans plus tard, en 1619, plus détaillée, parlant d’une « esquinancie » (tumeur de la gorge) qui l’empêcha de parler durant ses trois derniers jours. Pasquier rapporte que Montaigne fit convoquer par écrit dans sa chambre sa femme et quelques gentilshommes du voisinage et que, pendant qu’on disait la messe en leur présence, il rendit l’âme au moment de l’élévation.
Selon son vœu, sa veuve le fait transporter à Bordeaux en l’église des Feuillants où il est inhumé. Son cœur est resté dans l'église de Saint-Michel de Montaigne. Lors de la démolition du couvent des Feuillants, ses cendres sont transportées au dépositoire du cimetière de la Chartreuse. Un an après son décès, son épouse commande aux sculpteurs Prieur et Guillermain un cénotaphe monumental couvert par le gisant de Montaigne en armure, le heaume derrière la tête, un lion couché à ses pieds. En 1886, ce cénotaphe est transféré en grande pompe dans le grand vestibule de la faculté des lettres de Bordeaux, devenue à présent le Musée d'Aquitaine. Le monument a été depuis transféré dans une autre salle du musée. Les cendres du philosophe, mêlées à celles des Dominicains des Feuillants, sont enfouies dans les murs du sous-sol du Musée d'Aquitaine.
En 2018, le directeur du musée d'Aquitaine Laurent Védrine, découvre dans ses réserves un tombeau anonyme situé à l’aplomb du cénotaphe. Une équipe de scientifiques procède à son ouverture un an plus tard. Elle en extrait un premier cercueil avec une plaque de cuivre sur laquelle figure le nom du philosophe puis un second cercueil en plomb. Un cylindre en plomb contenant une bouteille en verre protégeant un papier est également trouvé à côté du cercueil. Il s'agit d'un vélin daté de 1886 attestant que le corps de Montaigne a bien fait l’objet d’une ré-inhumation. Des analyses ADN sur les ossements devront confirmer l'identité de la dépouille,.

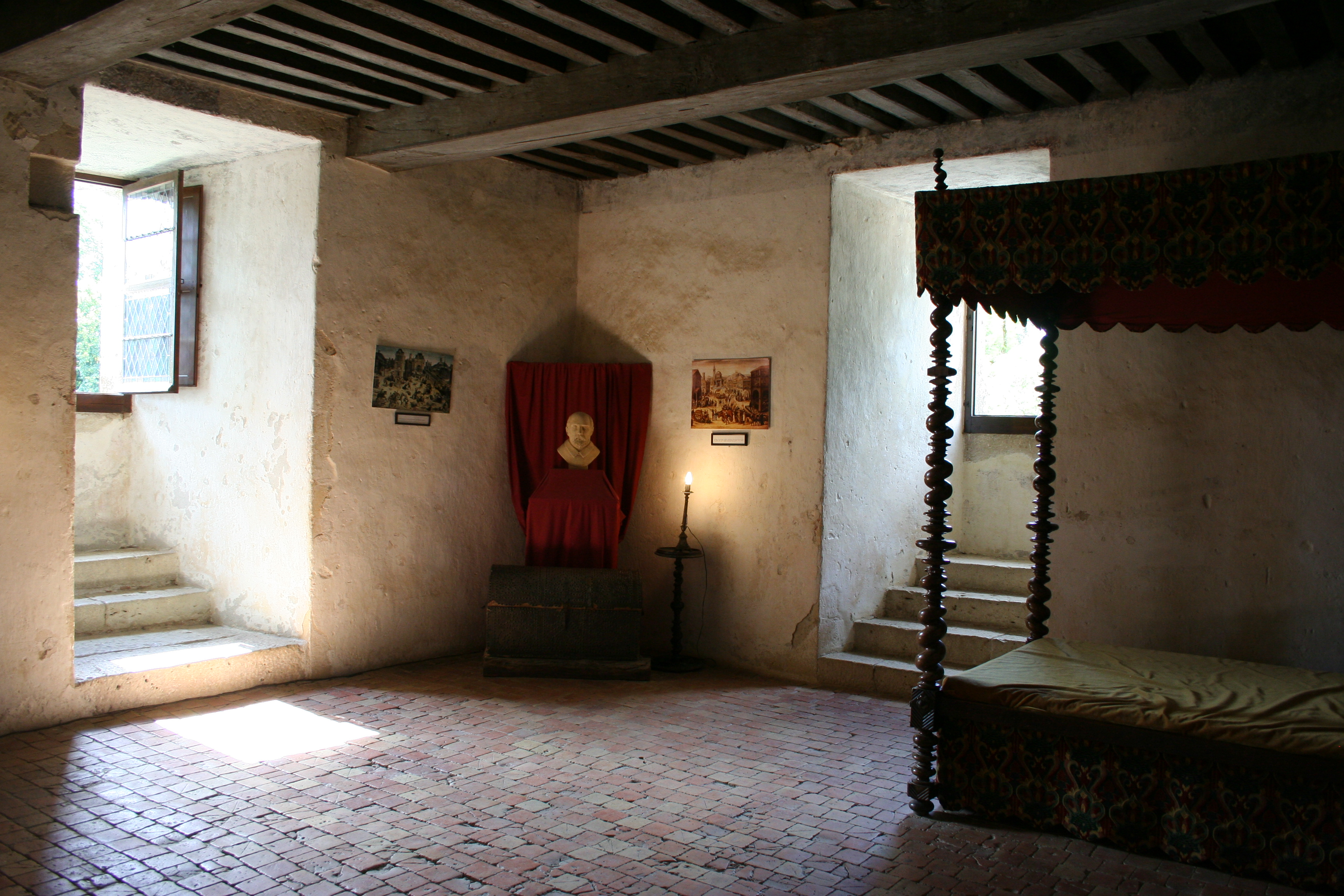
La chambre de Montaigne dans sa tour pourvue d’une cheminée et de deux fenêtres (les murs étaient autrefois richement peints).
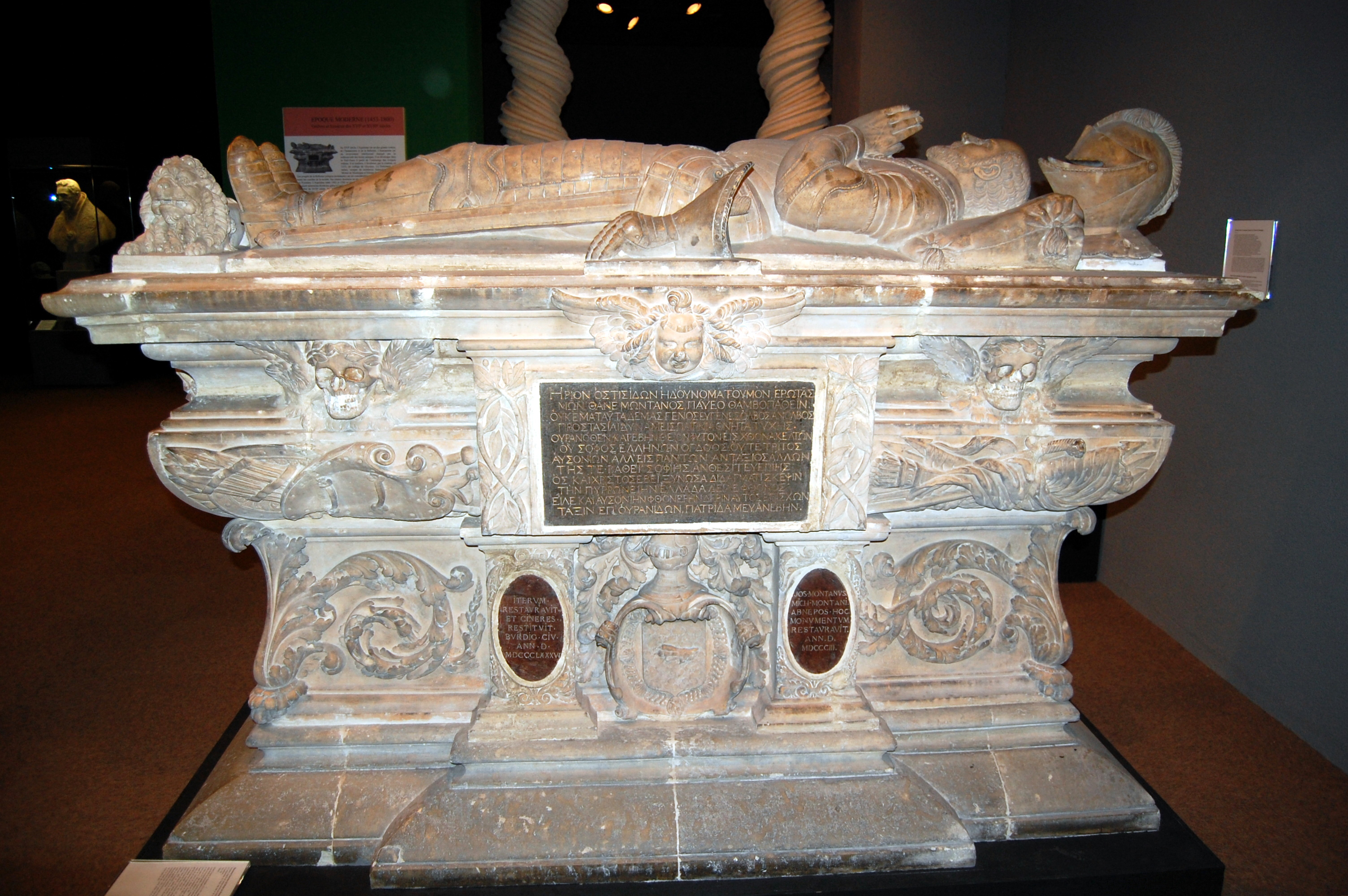
Bordeaux, musée d'Aquitaine, cénotaphe de Montaigne.

## Son œuvre

### Le style de Montaigne

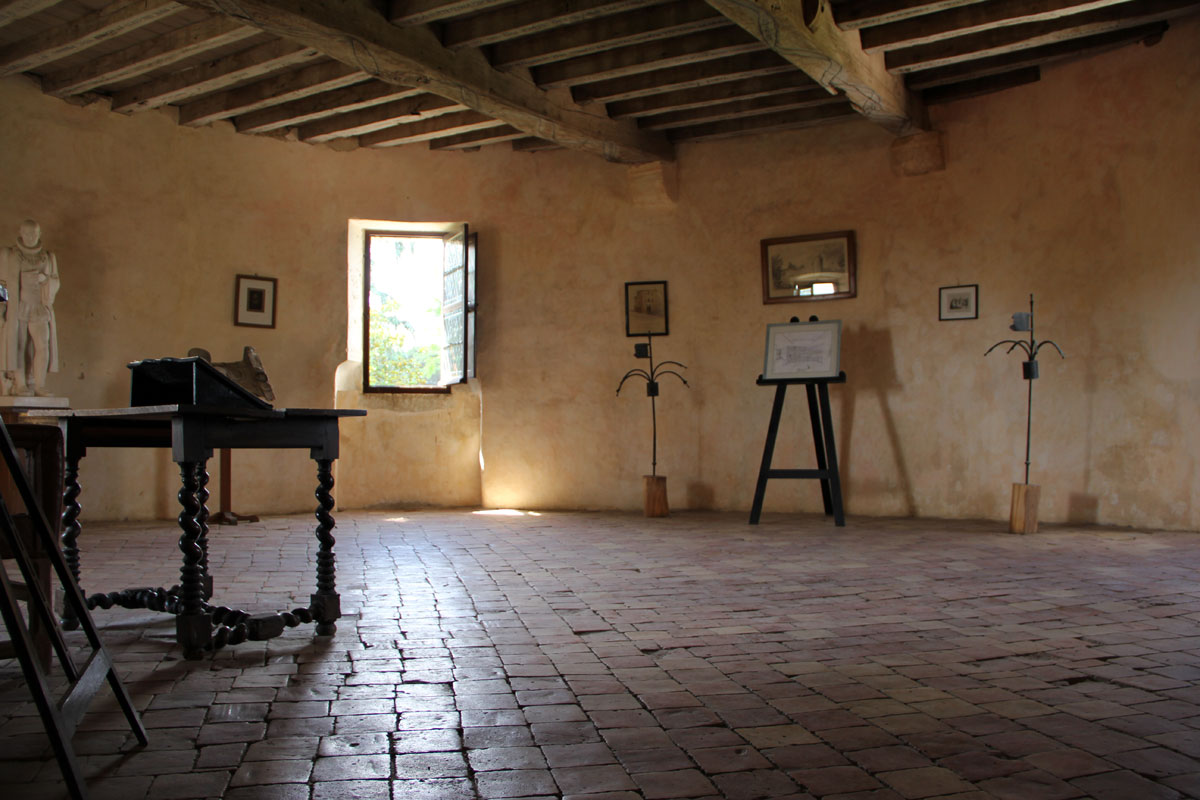
La « librairie » où écrivait Montaigne, dans sa tour. Sur les poutres, les maximes lui rappellent les principes essentiels.

Montaigne choisit le français alors que les ouvrages philosophiques ou scientifiques sont écrits en latin et que le français, consacré comme langue administrative en 1539 par l'ordonnance de Villers-Cotterêts, est en pleine évolution : 
« J’écris mon livre pour peu d’hommes et pour peu d’années. Si cela avait été une matière destinée à durer, il aurait fallu la confier à une langue plus stable. D’après la variation continuelle qui a accompagné la nôtre jusqu’à l’heure actuelle, qui peut espérer que sa forme actuelle sera en usage dans cinquante ans d’ici ? Depuis que je vis elle a changé pour la moitié. »
Son style s’est développé en même temps que sa pensée. Les premiers essais de 1580 laissent voir une certaine raideur. N’ayant pas de sujet personnel, Montaigne n’a pas non plus de forme qui soit sienne. Il cherche alors à imiter le style de Sénèque. Quand il conçoit le dessein de se peindre, il trouve son accent personnel. Pour l’analyse et pour la confidence il faut s’assouplir et se détendre. Il adopte l’allure de la causerie familière. Il a pris conscience de ce qu’il voulait faire, mais aussi de la manière de le faire. Son style arrive à la perfection dans les Essais de 1588 (Livre III).

Montaigne écrit son livre comme il parle : « Le langage que j’aime, c’est un langage simple et naturel, tel sur le papier qu’à la bouche. » Il virevolte d'une pensée à l'autre. Pas de plan. Aucune rigueur dans l’ordonnance d’ensemble, ni dans la composition de chaque chapitre : 
« J’aime l’allure poétique, par sauts et gambades […] Je m’égare, mais plutôt par licence que par mégarde. Mes idées se suivent, mais parfois c’est de loin, et se regardent, mais d’une vue oblique […] Les noms de mes chapitres n’en embrassent pas toujours la matière […] Mon style et mon esprit vagabondent l’un comme l’autre. Il faut avoir un peu de folie si l’on ne veut pas avoir plus de sottise. »
Ce qui caractérise son style, en même temps que le naturel et la simplicité, c’est une grande intensité d’expression. Montaigne veut une langue simple mais aussi expressive : « Ah ! si j’avais pu ne me servir que des mots qui sont employés aux halles de Paris ». Sa langue abonde en emprunts au langage populaire (comme Rabelais qu’il lit avec plaisir). L’emploi de comparaisons et d’images prises souvent dans les faits de la vie quotidienne et les objets les plus familiers lui permet de concrétiser sa pensée et de nuancer des sentiments et des impressions qu’il est difficile d’exprimer par des mots. « Dans l’habitude et la continuité de son style, écrit Sainte-Beuve, Montaigne est l’écrivain le plus riche en comparaisons vives, hardies, le plus naturellement fertile en métaphores, lesquelles chez lui ne se séparent jamais de la pensée, mais la prennent par le milieu, par le dedans, la joignent et l’étreignent… Ce style dont on peut dire qu’il est une épigramme continue, une métaphore toujours renaissante, n’a été employé chez nous avec succès qu’une seule fois, et c’est sous la plume de Montaigne. »

Montaigne n’arrive pas sans travail à ce style si original. Il revoit inlassablement ses Essais pendant les quatre dernières années de sa vie. Les nombreuses corrections concernant le style ou le vocabulaire que l’on relève sur l’Exemplaire de Bordeaux, resté sur sa table de travail après sa mort, témoignent d’un idéal d’art très élevé et d’une extrême rigueur envers soi-même : 
« Mes ouvrages à moi, il s’en faut tellement qu’ils me plaisent qu’au contraire autant de fois que je les réexamine autant de fois je suis par eux déçu et chagriné. J’ai toujours dans l’esprit une meilleure forme que celle que j’ai mise en œuvre, mais je ne peux pas la saisir et l’expliciter ».
On peut s’étonner de voir Montaigne multiplier les citations latines (plus de 1300) pour orner et embellir ses réflexions, dans un livre aussi personnel, où il n’a d’autre objet que de se peindre. Il en est conscient : 
« Nos pédants ne cessent de grappiller la science dans les livres […] Il est étonnant de voir comme cette sottise trouve exactement place chez moi. Je ne cesse d’écornifler par-ci, par-là, dans les livres, les pensées qui me plaisent […] pour les transporter dans celui-ci où, à vrai dire, elles ne sont pas plus miennes qu’en leur première place ». 
Il explique avoir cédé au goût de ses contemporains. Tout ce qui vient de l'Antiquité jouit alors d'une vogue considérable, un homme instruit doit faire des citations pour prouver son érudition : 
« J’ai concédé à l’opinion publique que ces ornements empruntés m’accompagnent ; mais je ne veux pas qu’ils me recouvrent et qu’ils me cachent : c’est là le contraire de mon dessein, qui ne veut exposer que ce qui est mien, et ce qui est mien par nature ; et si je m’étais cru à ce sujet, j’aurais, à tout hasard, parlé absolument seul. Je me charge tous les jours plus fortement d’emprunts, au-delà de mon dessein et de ma forme première, pour suivre la fantaisie du siècle et les exhortations d’autrui. Si cela ne me convient pas à moi, comme je le crois, peu importe ; cela peut être utile à quelque autre ».
Montaigne, qui subit l'influence du milieu littéraire, a pleinement partagé ce goût général mais il va faire une œuvre profondément originale : « Si le grand public lit encore aujourd'hui Les Essais, écrit Michel Magnien, c'est que leur auteur a su s'arracher à cette fascination pour la culture livresque qui empèse et alourdit tous les beaux esprits d'alors. Ils furent légion, mais leurs œuvres croupissent, désormais inutiles, au fond des bibliothèques. Franc-tireur de l'Humanisme, Montaigne ne se trouve jamais là où on l'attend. À la différence de ses confrères en « parlerie », il est le premier sur la brèche à combattre, auprès des gens de cour et de guerre, la culture livresque lorsqu'elle conduit au pédantisme et au dessèchement de l'être. » Et toujours, ajoute Pierre Villey, il leur oppose « sa méthode à lui, celle dont il se sent maître et qu'il pense posséder presque seul à l'époque : je veux dire l'expression franche et libre d'une pensée personnelle, qui s'éclaire sans doute par les idées des anciens, mais qui est originale néanmoins ».

### La philosophie de Montaigne

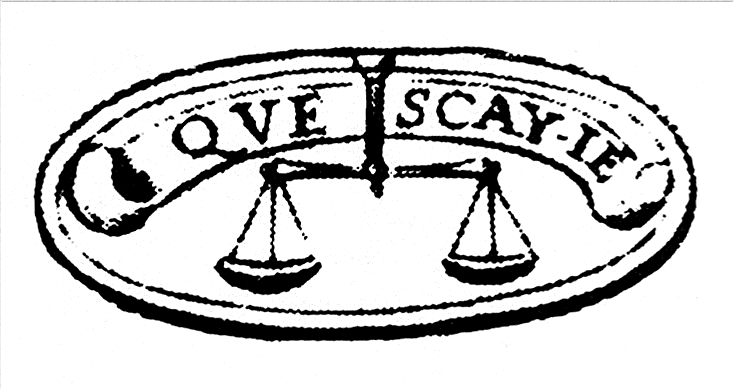
Le scepticisme représente un moment important de l'évolution de Montaigne. La devise qu'il fait graver sur une médaille en 1576 « Que sçay-ie ? » (Que sais-je ?) signifie la volonté de rester en doute pour rechercher la vérité. La balance dont les plateaux sont en équilibre, la difficulté de juger.

« La philosophie est la science qui nous apprend à vivre », dit Montaigne. Il entend par philosophie le mouvement de la pensée vivante quand elle se confronte à l’essentiel (la mort, l’amour, l’amitié, l’éducation des enfants, la solitude, l’expérience…) et à soi. C’est pour lui l’apprentissage de la sagesse : philosopher c’est vivre heureusement, ou le plus heureusement possible. 
C’est « une très douce médecine que la philosophie, car des autres on n’en sent le plaisir qu’après la guérison, celle-ci plaît et guérit ensemble […] On a grand tort de la peindre comme inaccessible aux enfants et avec un visage renfrogné, sourcilleux et terrible. Il n’est rien de plus gai, de plus allègre et peu s’en faut que je ne dise folâtre. Elle ne prêche que fête et bon temps ».
La philosophie de Montaigne, qui s’exprime le plus nettement dans les derniers essais à partir de 1588 et du livre III, est l’aboutissement de ses expériences (magistratures, guerres civiles, maladie, voyages) et de ses lectures philosophiques (systèmes qui l’ont influencé et modèles auxquels il a cherché à s’identifier : Caton, Épaminondas, Socrate enfin). Son évolution a été conforme à celle de la Renaissance elle-même, dit Pierre Villey, qui a commencé par répéter les leçons de l’Antiquité avant de produire des œuvres originales.

#### L'évolution de sa pensée
Dans les premiers essais, Montaigne s’enthousiasme, comme beaucoup d’humanistes de son époque, pour le stoïcisme (celui des Lettres à Lucilius de Sénèque en particulier) : la raison bien préparée est toute puissante et la volonté suffit à supporter tous les malheurs. En 1572 il écrit un essai pour prouver « que le goût des biens et des maux dépend de l’opinion que nous en avons (I, 14) ». Dans l’essai Que philosopher c’est apprendre à mourir (I, 20) de même tonalité, il emprunte la fin à Lucrèce (De la nature des choses) et à l’épicurisme. Mais dès qu’il commence à s’étudier lui-même et qu’il découvre ses vrais besoins et sa nature, il sent que les remèdes de Sénèque sont trop violents pour lui et il va s’en éloigner peu à peu : 
« À quoi nous sert cette curiosité qui consiste à imaginer à l’avance tous les malheurs de la nature humaine et de nous préparer avec tant de peine à l’encontre de ceux mêmes qui peut-être ne sont pas destinés à nous atteindre ? C’est non seulement le coup, mais le vent et le bruit qui nous frappent […] Au contraire, le plus facile et le plus naturel serait d’en délivrer même sa pensée ?  Il est certain qu’à la plupart des savants la préparation à la mort a donné plus de tourment que n’a fait la souffrance même de la mort. »
Plutarque (Vies parallèles, Œuvres morales), dont l’influence sur Montaigne est considérable (plus de 400 emprunts dans les Essais), l’aide à se montrer de plus en plus réservé à l’égard de ceux qui croient posséder la vérité absolue et incontestable. Le moraliste grec (traduit par Amyot en 1572) observateur de la vie courante, oriente sa pensée dans le sens de la complexité psychologique et de l’analyse intérieure. Sous son influence Montaigne va mêler de plus en plus la réflexion personnelle à ses Essais et développer son goût pour une morale familière, simple et pratique.
Vers 1576, à la lecture du sceptique grec Sextus Empiricus (Esquisses pyrrhoniennes), Montaigne adopte comme mode de pensée le scepticisme qui représente un moment important de son évolution et un aspect définitif de sa sagesse : une grande circonspection dans le jugement et une extrême prudence à se défendre des préjugés qui envahissent l’esprit de l’homme, du seul fait qu’il appartient à une époque, à un milieu, qu’il est pris dans un engrenage d’habitudes et d’idées. Il en expose la doctrine dans son essai Apologie de Sebond qui est un véritable livre à lui tout seul (trois fois plus long que le plus long de ses essais). Enfin, à travers Platon et Xénophon, il a accès à Socrate, « le maître des maîtres», dont la personnalité domine le livre III.

Souffrant de la gravelle depuis 1578, il a du mal à supporter la douleur : « Je suis éprouvé un peu trop rudement pour un apprenti et par un changement bien soudain et bien rude, étant tombé tout à coup d’une condition de vie très douce et très heureuse dans la plus douloureuse et la plus pénible qui puisse s’imaginer ». Il voit la mort tout près de lui. Il a là une ample matière à observations. Il se sent en possession d’idées bien siennes, originales. Il se jugera lui-même dans le chapitre Sur la présomption, et se reconnaîtra un seul mérite celui d’avoir un jugement bon : 
« je pense avoir des opinions bonnes et saines (mais qui n’en croit pas autant des siennes ?) : l’une des meilleures preuves que j’en aie, c’est le peu d’estime que j’ai de moi ». 
Plus encore que ses idées, écrit Pierre Villey, il a une manière critique qui le distingue parmi ses contemporains : « il a le sentiment que tout est relatif, il sait qu’il ne faut pas affirmer trop vite, que les choses ont bien des faces, qu’il faut tourner autour et les examiner sous bien des aspects avant de prononcer un jugement […] Il sait que ses idées sont relatives à lui-même, qu’elles n’ont pas l’ambition de régenter les autres, qu’elles présentent au public non ce qu’il faut croire, mais ce que croit Montaigne, qu’elles ne sont que la peinture de ses humeurs : 
« Les autres façonnent l’homme ; moi je le raconte, et je peins un homme particulier bien mal formé. »

#### La sagesse de Montaigne

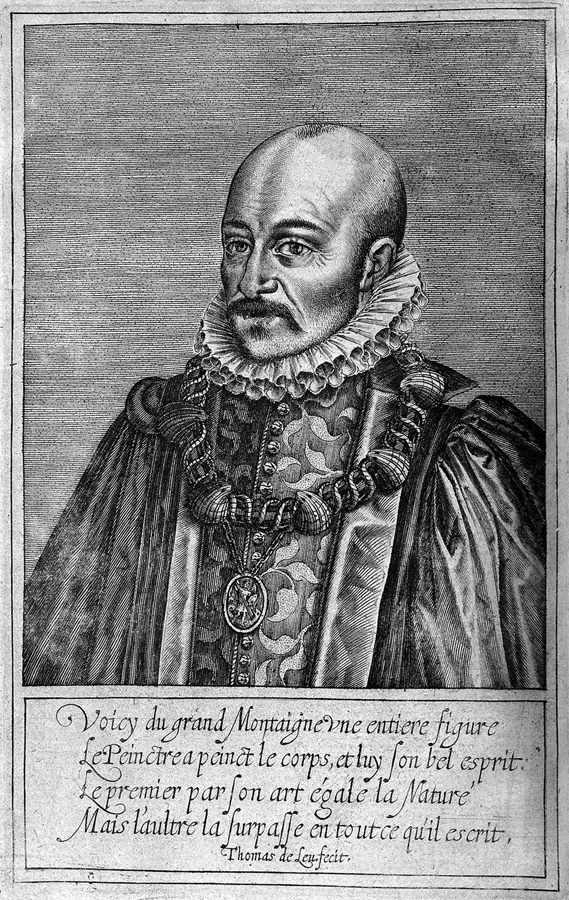
Portrait de Montaigne ornant l'édition des Essais de 1608 (estampe de Thomas de Leu d'après l'huile sur toile du musée Condé). Le quatrain qui suit est attribué, sans fondement, à Malherbe.

Il aboutit ainsi peu à peu à une philosophie très personnelle qui est l’expression de sa personnalité bien qu’elle soit faite de pièces empruntées à la grande philosophie grecque dont il se sent si proche.
« Ne cherchez pas quelque principe logique qui en cimente les différentes parties et bâtisse un système, dit Pierre Villey. Il n’y a pas de système chez Montaigne. Le seul lien qui unisse entre elles toutes ses idées, c’est sa personne, ce sont ses goûts, ses besoins, ses habitudes, qui tous s’expriment par elles. »

L’épicurisme de Montaigne ne fera que s’accentuer avec le temps (« Il faut étendre la joie, mais retrancher autant qu’on peut la tristesse »), mais il reste un philosophe sceptique et n’arrive pas à croire que les autres aient pu se fier totalement à leurs propres conceptions : 
« Je ne me persuade pas aisément qu’Épicure, Platon et Pythagore nous aient donné pour argent comptant leurs atomes, leurs Idées et leurs nombres. Ils étaient trop sages pour établir leurs articles de foi sur une chose aussi incertaine et contestable ».
La sagesse de Montaigne est une sagesse pour les gens ordinaires. « Qui ne se sent plus proche de Montaigne que de Socrate et d’Épicure, ou qui ne sent Montaigne plus proche de soi, tellement plus proche, tellement plus fraternel, oui, bouleversant de fraternelle proximité, plus intime que tout autre, plus éclairant, plus utile, plus vrai ? Montaigne accepte de n’être pas un sage, et c’est la seule sagesse peut-être qui ne mente pas, la seule, en tout cas, que nous puissions viser, nous, sans mentir ni rêver. Est-ce encore une sagesse ? Ceux qui ont lu les Essais savent bien que oui, et que c’est la plus humaine, la plus merveilleusement humaine […] Montaigne est un maître, aussi grand que les plus grands, et plus accessible que la plupart. »

Il nous apprend à suivre la nature :
« La nature a maternellement observé ce principe que les actions qu’elle nous a enjointes pour notre besoin nous fussent très agréables également, et elle nous y convie non seulement par la raison, mais aussi par le désir : c’est une injustice de détériorer ses règles. »
à savoir rester libre :
« Mon opinion est qu’il faut se prêter à autrui et ne se donner qu’à soi-même. »
à ne pas se prendre au sérieux :
« La plupart de nos occupations sont comiques. Il faut jouer notre rôle comme il faut, mais comme le rôle d’un personnage emprunté. »
à se méfier de tous les extrémismes :
« Le peuple se trompe : on va bien plus facilement par les bouts, là où l’extrémité sert de borne d’arrêt et de guide, que par la voie du milieu large et ouverte, mais bien moins noblement et de façon moins estimable. »
à être tolérant :
« Je ne partage point cette erreur commune de juger d’un autre d’après ce que je suis. Je crois aisément qu’il y a des qualités différentes des miennes […] Je conçois et crois bonnes mille manières de vivre opposées ; au contraire du commun des hommes, j’admets en nous plus facilement la différence que la ressemblance. »
« j'estime tous les hommes mes compatriotes. »
et surtout à aimer la vie telle qu’elle est et à la goûter pleinement :
« J’ai un dictionnaire tout à fait personnel ; je « passe » le temps quand il est mauvais et désagréable ; quand il est bon, je ne veux pas le « passer », je le goûte à nouveau, je m’y arrête. Il faut « passer » le mauvais en courant et s’arrêter au bon. »
N’hésitons pas à bien accueillir les plaisirs voulus par la nature :
« Quand je danse, je danse ; quand je dors, je dors ; et même quand je me promène solitairement dans un beau verger, si mes pensées se sont occupées de choses étrangères pendant quelque partie du temps, une autre partie du temps je les ramène à la promenade, au verger, à la douceur de cette solitude et à moi. »
et à savoir les amplifier :
« Les autres ressentent la douceur d’une satisfaction et de la prospérité ; je la ressens comme eux, mais ce n’est pas en passant et en glissant. Il faut plutôt l’étudier, la savourer et la ruminer pour en rendre grâces comme il convient à celui qui nous l’accorde. Eux jouissent des autres plaisirs comme ils le font de celui du sommeil, sans les connaître. Afin que le « dormir » lui-même ne m’échappât point stupidement ainsi, j’ai trouvé bon autrefois qu’on me le troublât pour que je l’entrevisse. »
sans toutefois en être la dupe, en sachant qu’en tout cela il n’y a que vanité :
« Moi qui me vante d’accueillir avec tant de soin les agréments de la vie, je n’y trouve, quand je les considère ainsi avec minutie, à peu près que du vent. Mais quoi ! Nous sommes à tous égards du vent. Et encore le vent, plus sagement que nous, se complait à bruire, à s’agiter et il est content de ses propres fonctions, sans désirer la stabilité, la solidité, qualités qui ne sont pas siennes. »

## Jugements sur Montaigne
Sa personnalité et sa vie ont suscité des images contradictoires : « Sceptique retiré dans sa tour d’ivoire, égoïste ou généreux, lâche ou courageux, ambitieux ou sage souriant, stoïcien ou épicurien, chrétien sincère ou libre-penseur masqué, catholique convaincu ou sympathisant de la Réforme, esprit serein ou mélancolique redoutant la folie ? Les portraits qu’on a donnés de Michel de Montaigne sont aussi divers que les interprétations des Essais. »
Le scepticisme de Montaigne a suscité de nombreuses réactions, de la part de Descartes et Pascal notamment.
Dans les Pensées, Pascal juge son entreprise avec sévérité : « Le sot projet qu'il a de se peindre», reprochant notamment à Montaigne son manque de piété et sa désinvolture vis-à-vis du salut.
En revanche, Voltaire lui est très favorable : « Savant dans un siècle d’ignorance, philosophe parmi des fanatiques, [Montaigne] qui peint sous son nom nos faiblesses et nos folies, est un homme qui sera toujours aimé. »
Quant à Nietzsche, il écrit : « Je ne connais qu'un seul écrivain que, pour l'honnêteté, je place aussi haut, sinon plus, que Schopenhauer, c'est Montaigne. En vérité, qu'un tel homme ait écrit, vraiment la joie de vivre sur cette terre en a été augmentée. »

## Hommages

### Statues à Bordeaux

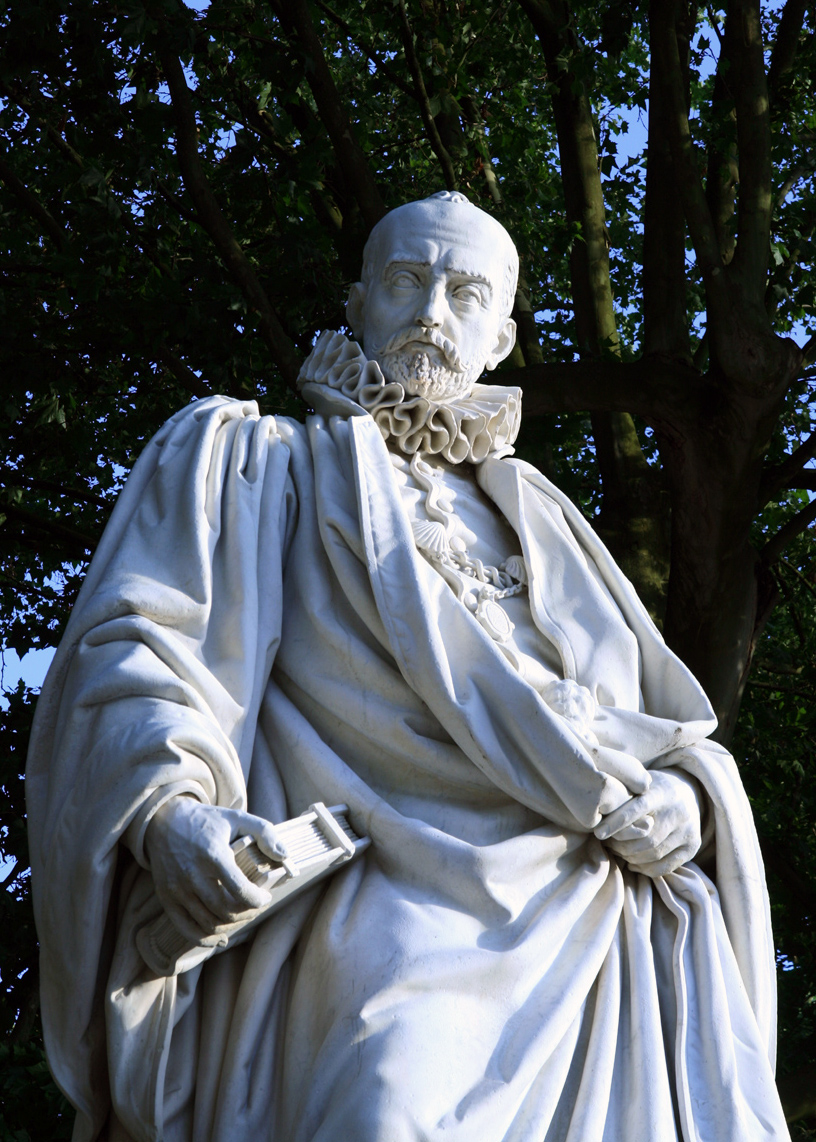
Statue de Montaigne
Place des Quinconces à Bordeaux

- Le musée d'Aquitaine abrite le cénotaphe de Montaigne[121] attribué aux sculpteurs bordelais Barthélemy Prieur et Guillermain, vers 1593.

- L'esplanade de la place des Quinconces est ornée depuis 1858 d'une statue de Montaigne en marbre blanc, œuvre de Dominique Fortuné Maggesi (1801-1892)[122].

- En 2014, la sculpture de Nicolas Milhé[123] rejoint la salle des pas perdus de la cour d'appel. Représenté de façon anachronique en costume trois pièces cintré, avec la mention sur le socle « Je ne peins pas l’être, je peins le passage », une phrase des Essais pour assumer l’actualité et la pertinence des idées et des écrits de Montaigne au XXIe siècle[124].

### Statues à Paris
- Commandée par le Directoire et initialement déposée à l’institut de France une statue de marbre de Montaigne sculptée par Jean-Baptiste Stouf (1742 - 1826) en 1800 portant l’inscription « Que Sais-je ? » se trouve au musée du Louvre, dans le département des sculptures du Moyen Âge, de la Renaissance et des temps modernes de l’aile Richelieu[125].

- Au musée du Louvre, dans la cour Napoléon, sur l'aile Daru est érigée en 1857 une statue en pierre en ronde-bosse représentant Montaigne en pied, œuvre de Jean-François Soitoux[126].

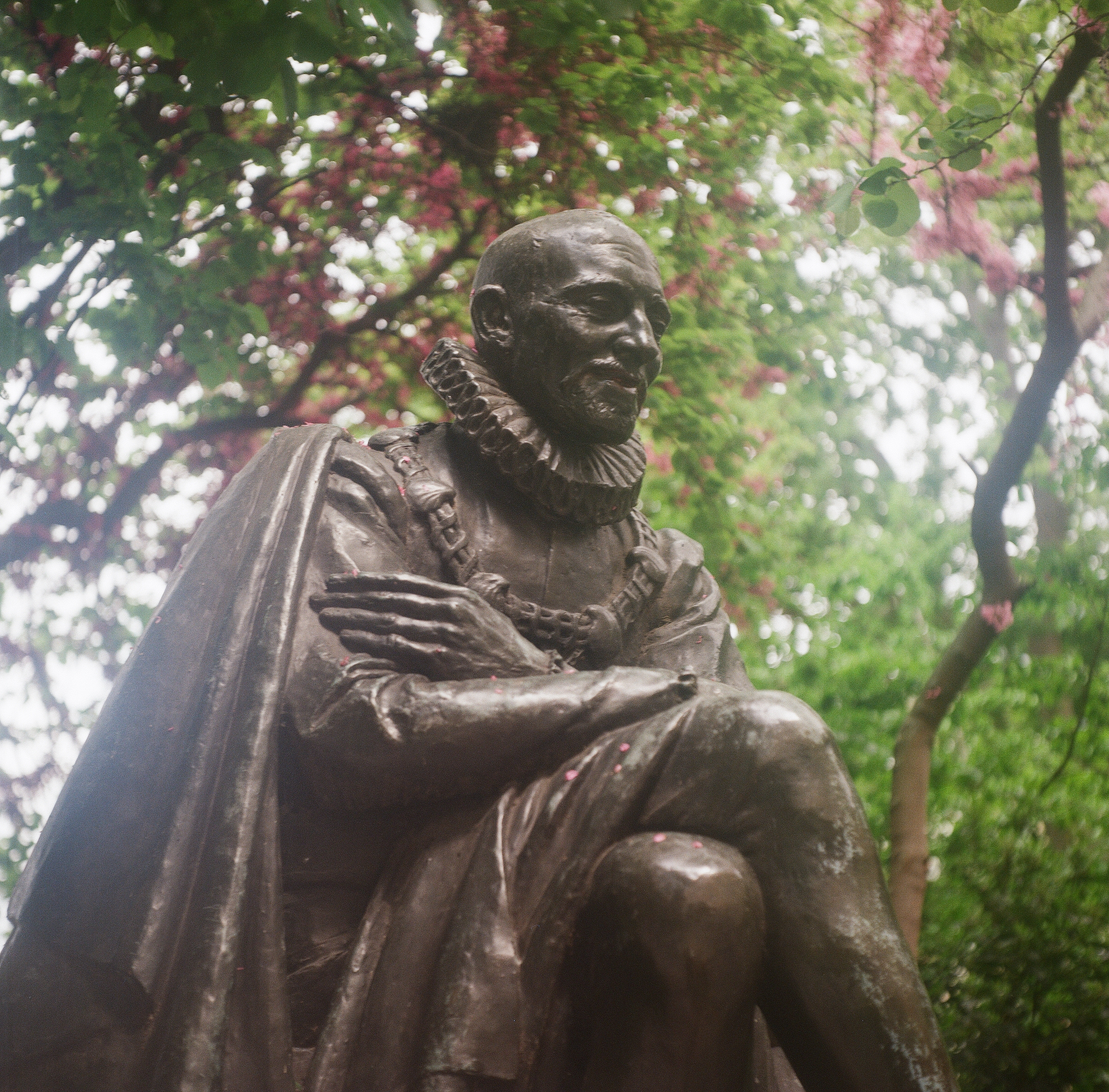
Statue de Montaigne, rue des Écoles à Paris.

- Dans le Quartier latin, une statue en bronze installée en 1989 représente Montaigne assis, les jambes croisées, et souriant. C'est une œuvre de Paul Landowski (1875-1961), initialement sculptée en marbre et inaugurée en 1934 à l'occasion du 400è anniversaire de la naissance du philosophe. Des manifestations d'étudiants lui font subir des outrages tels que l'artiste, vers la fin de sa vie, refait la tête. La lourdeur du financement de l'entretien de ce marbre a poussé la Mairie de Paris à le remplacer par un bronze. Cette statue se trouve rue des Écoles face au n° 47, qui est l'une des entrées de la Sorbonne, le long du square Samuel-Paty (place Paul-Painlevé, dans le 5e arrondissement). Une superstition d'étudiants explique la patine bien marquée du pied droit de la statue : caresser ce pied en prononçant la phrase « Salut Montaigne ! » porterait chance aux examens. La même superstition s'applique d'ailleurs au pied droit du cénotaphe de Bordeaux[127].

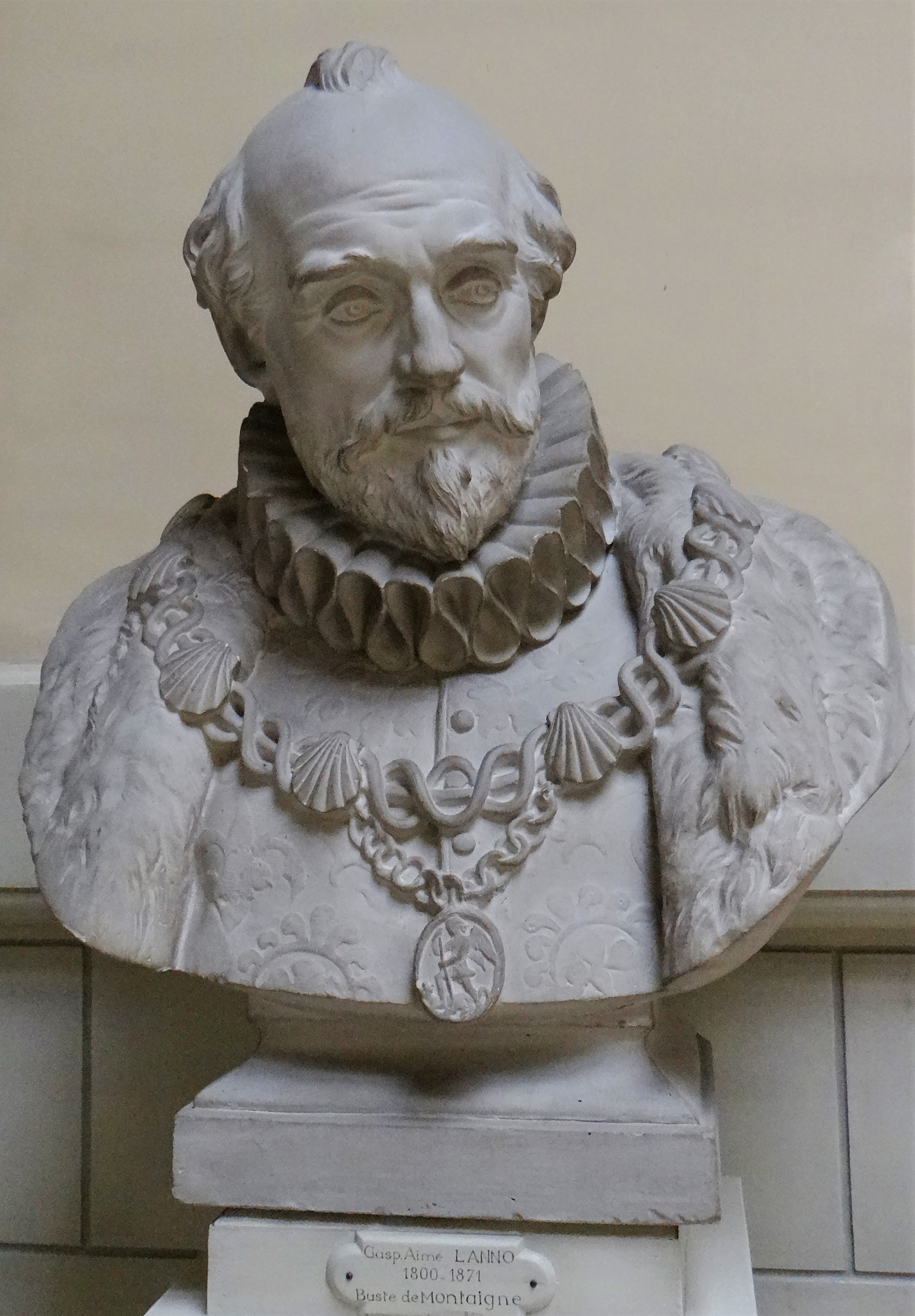
Buste de Montaigne à Périgueux

### Buste à Périgueux
- À la demande de la ville de Périgueux, François Lanno exécute un buste de Montaigne en 1832, actuellement au Musée d'art et d'archéologie du Périgord[128].

### Bustes à Versailles
- Un buste en marbre de Montaigne sculpté par Charles-Antoine Bridan (1739-1805) en 1804 se trouve au château de Versailles[129].

- Commandé par Louis-Philippe en 1836, un buste en plâtre, moulé sur l’original exécuté par Louis Pierre Deseine (1749-1822) vers 1798 est placé dans une des galeries historiques de Versailles[130].

### Numismatique
- Une médaille de bronze gravée par Jacques-Édouard Gatteaux (1788-1881) et frappée en 1817[131] représente à l'avers un profil gauche de Montaigne en buste, avec fraise collerette et collier de l'ordre de Saint-Michel, avec la titulature Michel de Montaigne et la signature E. Gatteaux et au revers la titulature « Né / à Montaigne / en M.D.XXXIII /Mort / en M.D.LXXXXII / Galerie métallique des grands hommes français / 1817 » en huit lignes horizontales. Elle fait partie de toute une collection de la même époque comptant 118 personnages et intitulée La galerie métallique des grands hommes français[132]. Le même avers de cette médaille est repris par l'association des élèves du Lycée Montaigne, comme récompense décernée à un élève, avec comme inscription au revers « Lycée Montaigne / Prix / de / l'Association / d'élèves / décerné à l'élève » en six lignes dans le champ[133].
- Une médaille de bronze gravée par Georges Guiraud (1901-1989) et frappée en 1933[134] à l'occasion du tricentenaire de sa naissance, représente à l’avers Montaigne, en buste de profil droit avec fraise collerette, avec la titulature circulaire Michel Eyquem de Montaigne et en bas à 5h la signature Georges Guiraud et, au revers, la  façade du château  natal de Montaigne, avec la tour abritant sa bibliothèque et l'inscription circulaire d’une citation de Montaigne « QVE SCAY IE ? », accostée de 1533 - 1933.
- Une médaille de bronze gravée par George Lay (1907-1987) et frappée en 1968 par la Monnaie de Paris[135] représente à l’avers un portrait en trois-quarts gauche de Montaigne, avec fraise collerette et collier de l'ordre de Saint-Michel, avec la titulature circulaire Michel Eyquem de Montaigne, accosté des dates 1533 et 1592 et en bas à 5 h la signature Lay et au revers l’inscription circulaire d’une citation de Montaigne « Chaque homme porte la forme entière de l’humaine condition » et une autre citation en légende hélicoïdale « Je sui moy mesme la matière de mon livre / c’est moy que je peins », avec au centre la représentation de la tour de Montaigne. Cette médaille fait partie d’une série intitulée Littérature : Écrivains/Écrivaines  Poètes frappée à la même époque.
- Une pièce de 10 € en argent émise en 2012 par la Monnaie de Paris présente un portrait de Montaigne pour symboliser sa région natale, l'Aquitaine[136].
- Un projet de billet de 50 francs à l'effigie de Montaigne fut commandé en 1964 à Jean Lefeuvre puis abandonné trois ans plus tard[137].

### Sciences
L'astéroïde (8890) Montaigne est nommé en son honneur.

### Établissements d'enseignement
- Plusieurs établissements d'enseignement publics portent le nom de Montaigne ou Michel de Montaigne en France :
  - plusieurs écoles maternelles et, ou, élémentaires à : Alfortville, Carvin, Creil, Gagny, Lyon 6, Marcq-en-Barœul, Saint-Médard-en-Jalles, Sevran et Valence (Drôme) ;
  - des collèges à Angers, Balbigny, Conflans-Sainte-Honorine, Dompaire, Goussainville, Le Vaudreuil, Lormont, Périgueux, Saint-Quentin et Tours ;
  - des lycées à Bordeaux, Mulhouse[138], Paris 6è (lycée et collège), et un lycée professionnel à Amiens  inclus dans la cité scolaire Delambre-Montaigne[139] ;
  - L'université de Bordeaux et son IUT portent le nom de Montaigne.

- Un établissement privé accueillant des élèves de la 4ème aux BTS à Paris s'appelle Cours Montaigne[140].

- À l’étranger
  - Au Bénin avec des classes de la maternelle au lycée, l'école Montaigne de Cotonou, fait partie du réseau de l'Agence pour l'enseignement français à l'étranger (A.E.F.E.)[141] ;
  - Au Tchad à N'Djamena, le Lycée français Montaigne fait également partie du réseau de l'A.E.F.E.[142].

### Voies
- Des voies diverses, des places, des squares et parcs portent le nom de Montaigne ou Michel de Montaigne dans de très nombreuses villes et communes de France.
  - Des impasses à Angoulême, Basse-Goulaine, Bonchamp-lès-Laval, Colmar, Cugnaux, Le Perreux-sur-Marne, Les Sables-d'Olonne, Mont-de-Marsan et Saint-Raphaël.
  - Des allées à Auray, au Port à La Réunion, à Dunkerque, L'Haÿ-les-Roses, Pont-du-Château et Yerres.
  - Une résidence Montaigne à Vannes
  - Un chemin à Blagnac.
  - Des rues existent à Agen, Aix-les-Bains, Ambès, Amiens, Angoulême, Annecy, Arras, Asnières-sur-Seine, Avignon, Beaumont, Bègles, Beuvrages, Biscarrosse, Blagnac, Blois, Bordeaux, Bourg-en-Bresse, Brantôme en Périgord, Brest, Brive-la-Gaillarde, Cahors, Calais, Cannes, Carmaux , Caudry, Châlons-en-Champagne, Chalon-sur-Saône, Chambéry, Changé, Châteauroux, Cazaubon, Clermont-Ferrand, Denain, Drancy, Draveil, Dreux, Gradignan, Grenoble, Goussainville, Joué-lès-Tours, Langueux, La Roche-sur-Yon, La Rochelle, Le Havre, Le Mans, Lens, Le Tampon, Liévin, Lille, Limoges, Loudun, Lyon 3e, Marseille 12e, Mazingarbe, Mérignac, Meyzieu, Montauban, Montélimar , Montigny-le-Bretonneux, Naintré,Nîmes, Niort, Orléans, Oullins-Pierre-Bénite, Pau, Périgueux, Perpignan, Plérin, Ploemeur, Poissy, Puteaux, Quimper, Rennes, Revel, Roubaix, Rouen, Saint-Chamond, Saint-Étienne, Saint-Malo, Saint-Martin-d'Hères, Saint-Nazaire, Saint-Sever, Sarlat-la-Canéda, Sèvres, Talence, Tarbes, Tourcoing, Tours, Tremblay-en-France, Vénissieux, Villefranche-sur-Saône, Villeneuve-d’Ascq, Vigneux-sur-Seine et Wattrelos.
  - Des avenues à Angers, Annecy, Antony, Beauvais, Brunoy, Carvin, Le Perreux-sur-Marne, Les Clayes-sous-Bois, Maisons-Laffitte, Nantes, Noisy-le-Grand, Paris 8e, Pessac, Plaisance-du-Touch, Saint-Médard-en-Jalles, Toulon, Trappes et Viry-Châtillon.
  - Des boulevards à Ancenis-Saint-Géréon, Brest, Dijon, Périgueux, Rognac, Bergerac, Sarcelles et Stains.
  - Un cours à Périgueux.

- Le Sentier de grande randonnée 89 s'appelle Chemin de Montaigne et va de Lyon à Felletin. Revenant de Lucques où il apprend qu'il est nommé maire à Bordeaux, Montaigne passe par les Alpes, et traverse le Massif Central. Il décrit son périple dans son journal de voyage. Ce sentier suit son parcours entre Lyon et (à terme, lorsque le balisage et les aménagements seront terminés) Bordeaux[143].

### Laboratoire d’idées
L’institut Montaigne est un think tank français fondé en 2000 par l'homme d'affaires Claude Bébéar. Il est financé par de grandes entreprises. Son siège est à Paris 8e.

### Divers organismes
- L’institut Michel de Montaigne est un centre de consultations et de formations en psychologie clinique qui a été fondé en 1993 à Cenon et à La Teste de Buch[144].

## Œuvres de Montaigne

### Les éditions desEssais

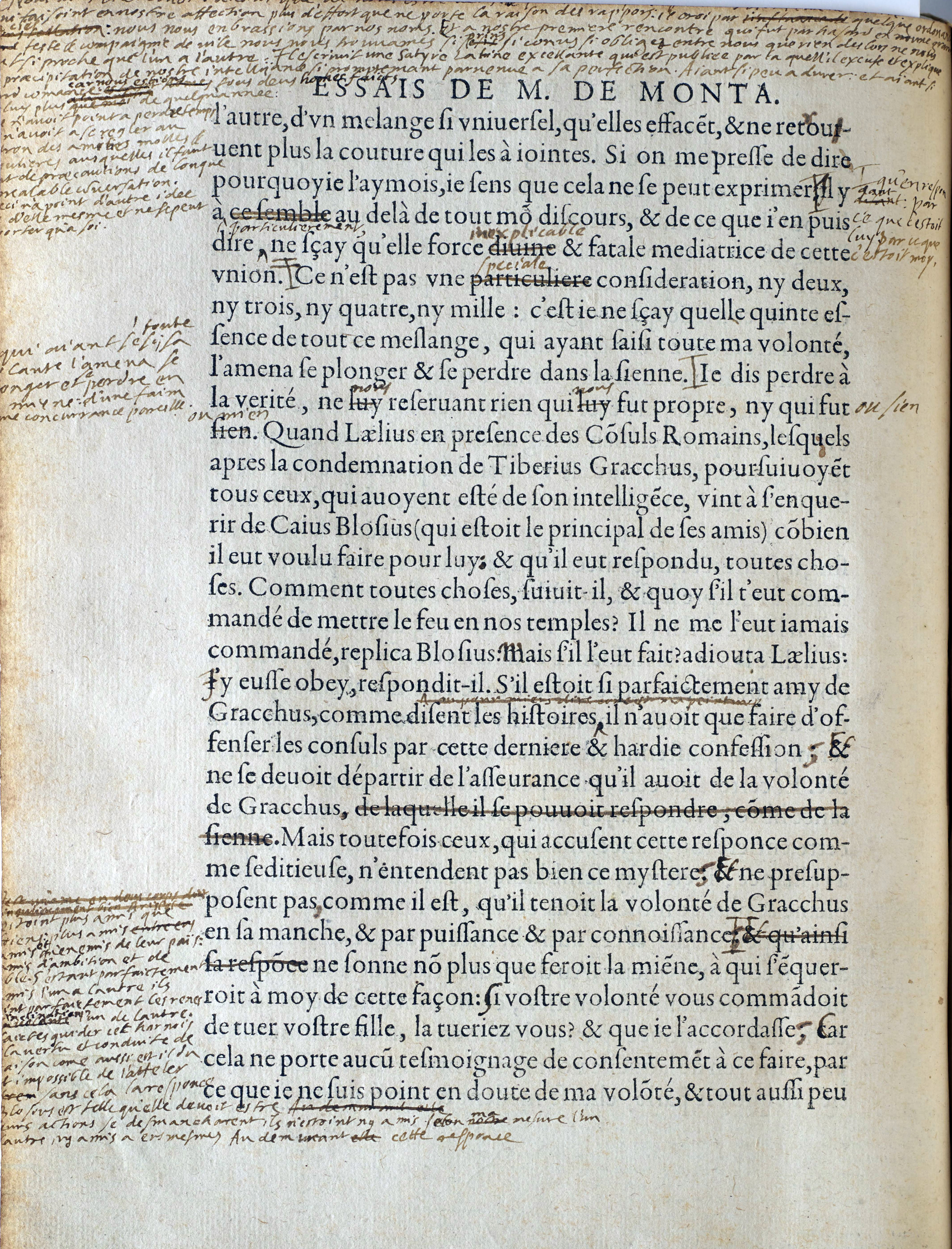
Le fameux exemplaire de l’édition de 1588 – connu sous le nom d’Exemplaire de Bordeaux – sur lequel l’auteur a accumulé corrections et additions jusqu’à sa mort en 1592, longtemps considéré comme la dernière volonté littéraire de Montaigne.

#### Éditions originales
- Essais, livres I et II, Bordeaux, Simon Millanges, 1580 (lire en ligne)
- Essais, livres I et II, Bordeaux, Simon Millanges, 1582 (lire en ligne)
- Essais, livres I et II, Paris, Jean Richer, 1587.
- Essais, livres I, II et III, Paris, Abel L'Angelier, 1588 (lire en ligne)
- Essais, éd. posthume, Paris, Abel L'Angelier, 1595 (établie par Pierre de Brach et Marie de Gournay, préface de Mlle de Gournay).

#### Éditions scientifiques
- Essais, éd. F.Strowski, P.Villey, F.Gébelin, dite Édition municipale, 1906-1933.
- Essais, reproduction phototypique de l’Exemplaire de Bordeaux, Paris, Hachette, 1912 (réimpression Slatkine, 1988, 3 vol.).
- Essais, reproduction typographique de l’Exemplaire de Bordeaux, Paris, Imprimerie nationale, 1913-1931.
- Essais, reproduction photographique du texte de 1580, Genève, Slatkine, 1976

#### Éditions de référence
- Essais, éd. Villey-Saulnier (reproduisant l’Exemplaire de Bordeaux), Paris, PUF, 1965 (réimpression en 2 vol., 1978) avec notices, notes et répertoire des sources par P.Villey dont la thèse sur Les sources et l’évolution des Essais (1933), fait toujours autorité. Réimpression dans la coll. Quadrige, PUF, 2004.
Cette édition distingue par des lettres les strates successives du texte des Essais (A désigne le texte de 1580, B le texte de 1588, C le texte postérieur).
- Les Essais, édition du texte de 1595 établie, presentée et annotée par J. Céard en collaboration avec D. Bjaï, B. Boudou et I. Pantin, avec tables des matières ajoutées au XVIIe siècle ; La Pochothèque, Livre de Poche / Classiques modernes, 2001 (1854 p).
- Essais, éd. J. Balsamo, C. Magnien-Simonin et M. Magnien (reproduisant l'édition posthume publiée en 1595 par Marie de Gournay), Bibliothèque de la Pléiade, Gallimard, 2007, suivis des sonnets de La Boétie supprimés en 1588, des annotations de Montaigne sur des livres de sa bibliothèque, et du recueil de sentences latines et grecques peintes sur les poutres de sa bibliothèque.
Cette édition, comme la précédente, prend à revers la tradition installée depuis le début du XXe siècle par F. Strowski et P. Villey, adoptant pour base l'Exemplaire de Bordeaux que les éditeurs de La Pléiade tiennent pour un premier état de l'édition de 1595, esquissé en marge du texte de 1588. Ils conjecturent l'existence d'un état définitif du texte en deux exemplaires disparus, l'un resté en Gascogne, l'autre envoyé à Paris pour établir l'édition de 1595.

#### Éditions en français moderne
- Les Essais, orthographe modernisée par Claude Pinganaud, Arléa, 1994, 813 p.
- Essais, transcription en français moderne par A. Lanly (à partir de l’Exemplaire de Bordeaux), coll. Quarto, Gallimard, 2009. Cette édition conserve la structure de la phrase de Montaigne.
- Essais, traduction en français moderne par Guy de Pernon (à partir de l'édition de 1595), parution sur Internet, 2008.
- Des idées que l'on se fait sur soi (De la présomption), traduction en français moderne (à partir de l'édition de 1595) par Christophe Salaün, Mille et une nuits, 2014.
- Des Cannibales, Des voitures (Des coches), Des idées que l'on se fait sur soi (De la présomption), traduction en français moderne (à partir de l'édition de 1595) par Christophe Salaün, The Minute Philosopher, 2019.
- Les Essais, transcription en français moderne par B. Combeaud (à partir de l'édition de 1595), préface M. Onfray, coll. Bouquins, Robert Laffont, 2019. Cette édition conserve la structure de la phrase de Montaigne.

### Journal de voyage
- Journal du voyage de Michel de Montaigne en Italie par la Suisse & l'Allemagne en 1580 & 1581, Avec des Notes par M. de Querlon. Édition par Meusnier de Querlon du journal rédigé en route et non repris par Montaigne. Rédigé partiellement en italien. Deux volumes in octo. Le Jay, Rome et Paris, 1774. lire en ligne sur Wikisource.

## Voir aussi

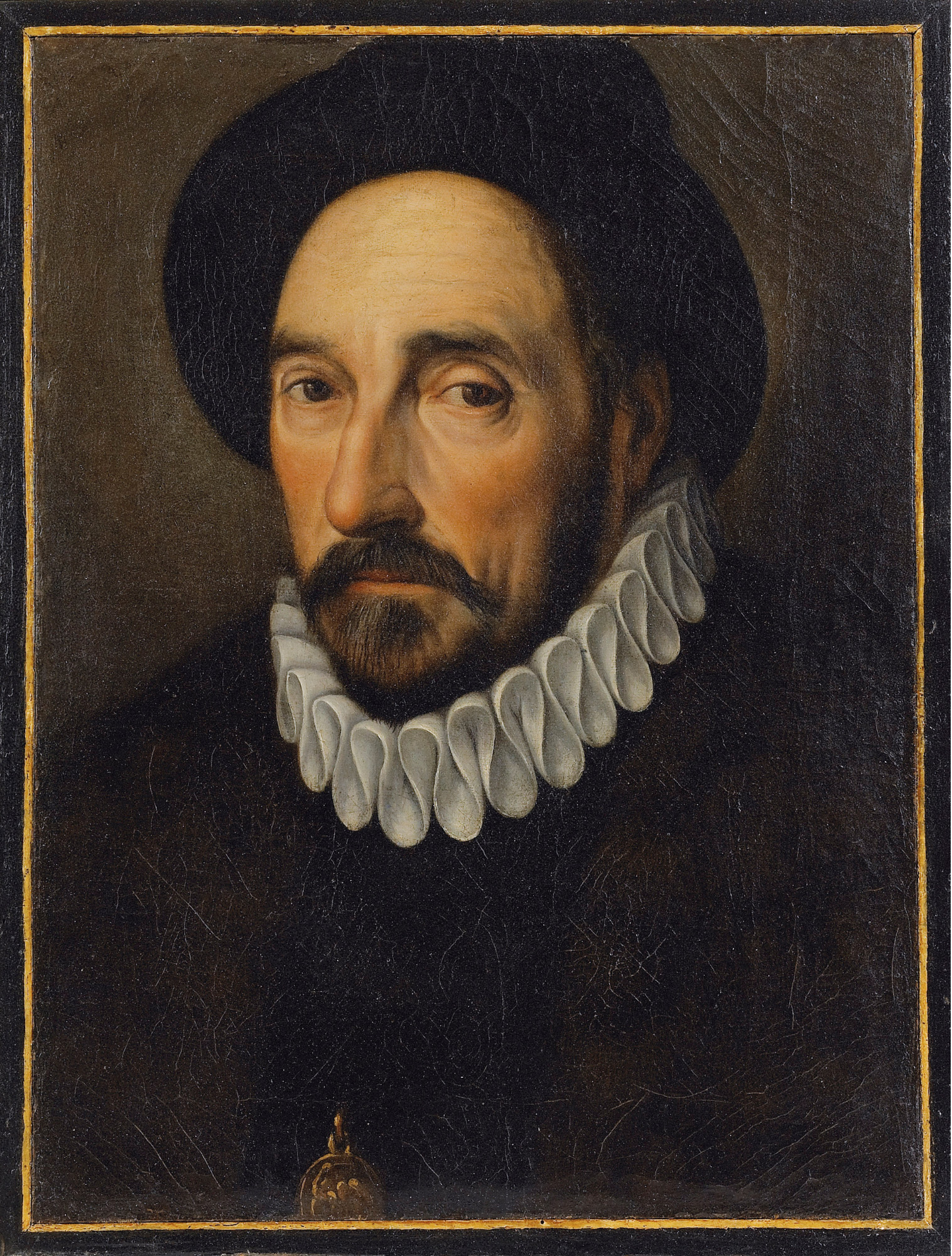
Vue d'artiste de Montaigne (huile sur toile anonyme, vers 1800-1820).

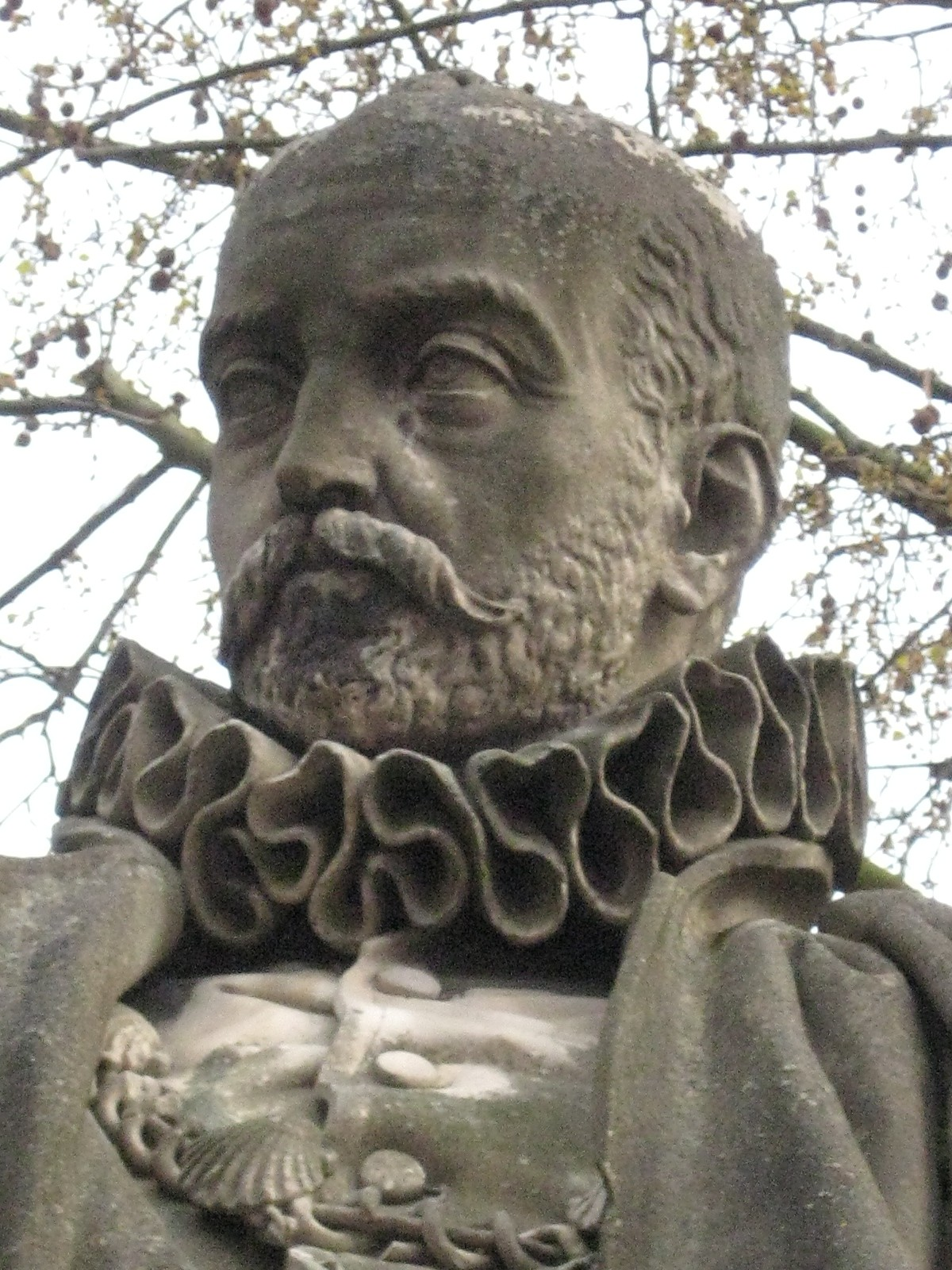
Statue de Michel de Montaigne, en marbre blanc par Dominique Fortuné Maggesi, 1858 (Bordeaux, esplanade des Quinconces).